# 全国高等学校サッカー選手権大会
全国高等学校サッカー選手権大会（ぜんこくこうとうがっこうサッカーせんしゅけんたいかい、英語: All Japan High School Soccer Tournament、全国高校サッカー選手権大会）は、高校男子サッカー部の頂点を決めるサッカーの大会。各都道府県代表48校（東京都は2校）による、トーナメント戦で行われる。通称「選手権」「冬の国立」「冬の高校サッカー」。
全国高等学校体育連盟の区分では、全国高等学校選抜大会に含まれている。全国高等学校総合体育大会、高円宮杯 JFA U-18サッカーリーグ（かつては、国民体育大会であった）と並ぶ高校サッカー3大全国大会のひとつ。

## 歴史

### 日本フットボール優勝大会の開始
本大会の前身である日本フットボール優勝大会の第1回大会は大阪毎日新聞社の主催により、1918年1月（1917年度）に、大阪府豊能郡豊中村（現・豊中市）の豊中グラウンドを会場として開催された。関西のみの8校が参加。
関東や関西、広島など局地的に1910年代初頭から個別に小規模の学生サッカーの試合が行われていた。日本にサッカーが紹介されてから、既に半世紀近くが過ぎようとしていたが、サッカーが全国的に広く普及しているといえる状況ではなかった。そうしたなか1917年5月に東京で開催された第3回極東選手権競技大会（極東選手権競技大会サッカー競技）は、国内の各サッカーチームにとって大きな刺激となり、各地でサッカー大会が開かれるようになっていた。記録に残る最初の大会は、この1917年10月21日に行われた近畿蹴球大会。奈良師範の校庭で行われたこの大会には、開催校である奈良師範の他、明星商業、御影師範、京都師範の4校が参加し、トーナメント方式により、明星商業が優勝している。
また、1910年代から1920年代にかけて関西地方では、朝日新聞大阪本社と大阪毎日新聞社（現:毎日新聞社）を中心に主新聞拡販を目的とした多くのスポーツイベントを開催されており、本大会もそのひとつであった。

### 創設の経緯
この大会は、もともと関西在住の慶應義塾大学OB・杉本貞一が、関西でのラグビー普及の方策と考え、大阪毎日新聞にラグビー競技開催の企画を提案したことが始まりだった。関西では大阪朝日新聞社主催の全国中等学校優勝野球大会（全国高等学校野球選手権大会・夏の甲子園）が1915年に始まっていた背景があり、この企画が受け入れられた。杉本は関東の私学を関西に招いて試合をしたいという狙いがあって大会名に「日本」という名を冠した。しかしラグビーは、関西には当時3チームしかなく、ラグビー単独では大会が成立しなかった。サッカーの場合は、関西には当時10以上のチームが存在したことから、サッカー（当時はアソシエーションフットボールと呼ばれていた。通称ア式）とラグビーとの共同開催として「日本フートボール優勝大會」が行われたが、この「日本フートボール優勝大會」という名前を付けていたことが、後に一本化する際に優位に働いたとされる。つまりサッカーはラグビーの付属大会として始まり、ラグビー部門が前述の理由で付けた「日本フートボール優勝大會」という大袈裟な名前のおかげで生き残ったということになる。なお、サッカー部門と同時に始まったラグビー部門の方も全国高校ラグビー大会の前身となっている。主催者サイドはラグビーの始祖である慶應義塾體育會蹴球部の参加が前提だったとされ、関東に試合相手のいない慶應ラグビー部は、このとき西下しているが、1918年1月12日に神戸外人クラブ（KRAC）と試合をしたため、疲労を理由に試合を棄権して結局大会に参加しなかった。この他、「日本フートボール優勝大會」と銘打っているように当初は「中等学校蹴球大会」という計画ではなかったため、旧制中学校とは年長となる関西学院高等部 が第1回から第6回大会まで、神戸高商 が第3回大会に出場した。当時の関西にこれら旧制高等学校、旧制専門学校以上のカテゴリーの蹴球部がなかったから問題がなかったものと思われ、『関西サッカーのあゆみ』30、31頁には「日本フートボール大會ですから。なんでも来いや」と記述されている。しかし実際は何でも参加させた訳ではなく、第1回から第8回大会までは関西以外からのチームの参加はなく、またラグビー部門のように（例えば関東から東京蹴球団や東京高等師範などを参加させたということもない。こうした他地域からの参入があれば、試合結果が変わるのは勿論、「高校サッカー選手権」の前身である「中学校蹴球大会」とは認められなかったかも知れない。後述するが、同時期に各地で「全国中等学校蹴球大会」と名乗る大会が数多く開催されたが、どれも参加は師範学校と旧制中学校のみで、これ以上のカテゴリーのチームの参加はなく、またこれらの大会には他地域からの参加があった（#他地域の大会）。大会は大阪朝日新聞社主催の全国中等学校優勝野球大会に対抗するべく、ラグビー競技の大会をメインとして始めたため、サッカー関係者には相談がなかった。『日本サッカーのあゆみ』には「蹴球関係者側の意見を尊重してもらう余地もなく、新聞社の方が先に立った」と書かれている。この毎日新聞が主催して大阪で始まった大会を現在の高校選手権の前身としている。

### 他地域の大会
同じ年の1ヵ月後の2月に関東地区で「關東中等学校蹴球大會」（かんとうちゅうとうがっこうしゅうきゅうたいかい＝東京蹴球団主催、朝日新聞社の後援）、同じ2月に名古屋市では新愛知新聞社（現:中日新聞社）の主催で「東海蹴球大會」が別々に開催され、1918年以降にも引き続いて開かれた。「關東中等学校蹴球大會」は東京蹴球団が東京朝日新聞と組んで開催したもので、毎日新聞主催の本大会にはサッカー関係者が殆ど関われず、大阪毎日新聞社が独自の発想のもとで行なわれたものに比べ、この大会を開催したのはサッカー関係者であり、朝日新聞社はあくまでも後援という立場であった。第1回大会は、中等學校優勝大会の外、東京高師、帝大、外人（外国人チーム）等の模範試合が行われ、大日本体育協会の当時の会長・嘉納治五郎が名誉会長を務め、久邇宮邦久王、久邇宮邦英王、山階宮藤麿王、山階宮萩麿王、山階宮芳麿王、竹田宮恒徳王6名の台臨、さらに内野台嶺大会委員長と親交のあった英国大使グリーン、副領事・ウィリアム・ヘーグの来場まであった。1936年に出版された『大日本體育協會史』下巻内の＜大日本蹴球協會史＞や、やはり日本体育協会が監修して1988年に出版した『保健体育スポーツ指導選書 最新スポーツ大事典』の中では、この「關東中等学校蹴球大會」が詳述され、毎日新聞主催の大会はほとんど書かれていない。この他「關東中等学校蹴球大會」を毎日新聞主催の大会と同様に高校選手権の前身と見なし、歴代優勝校年表を毎日新聞主催の大会と並列に記載した文献もある。このように古いサッカーの文献に「關東中等学校蹴球大會」を重きにおいて書かれたものがあるのは、大日本蹴球協會の中での勢力争いが関係していると考えられる。大日本蹴球協會はこの大会の3年後の1921年に設立されるが、設立にあたり中心的に動いたのが内野台嶺ら東京高等師範の関係者で「關東蹴球大會」を主催した東京蹴球団を設立したのも内野、後援した朝日新聞社側の担当者が東京府青山師範学校OBで東京蹴球団の選手でもあった山田午郎、「關東中等学校蹴球大會」の名誉会長を務めた嘉納治五郎は、大日本体育協会会長でもあり当時、東京高師の校長でもあった。大日本蹴球協会も初期の間は、師範学校系の幹部たちが力を持っていたため、彼らの多くが関与した「關東中等学校蹴球大會」の方をある時期までは支持していたためと見られる。毎日新聞主催の大会は、当初は大日本蹴球協会がタッチできなかったが、第9回大会からの全国大会移行にあたっては野津謙ら、大日本蹴球協会の大学OBが関与したため 彼ら大学OBが大日本蹴球協会内で力を増すに連れ「毎日新聞社主催大会」が支持を増やしていったのかも知れない→（#全国大会へ（第9回〜））。
翌1919年には神戸高商主催（朝日新聞社後援）で、毎日新聞主催の本大会とほぼ同じ出場チームによる「全国中等学校蹴球大会」が、1921年から名古屋蹴球団主催、新愛知新聞社（現:中日新聞社）後援による「全国中等学校蹴球大会」が、1924年には岐阜蹴球団主催の「全国中等学校蹴球大会」、八高主催の「全国中等学校蹴球大会」、同年9月に開催された東京高等師範学校主催による「第1回全国中等学校ア式蹴球大会」（豊島師範運動場）には東京高師附中を含め約40チームが参加した。1925年には関西学院高等部主催（大阪毎日新聞社後援）の「全国中等学校ア式蹴球大会」が、その他刈谷中学や広島高専主催でも「全国中等学校蹴球大会」と名乗る大会が、その後全国各地で新聞社や蹴球団、大学、旧制高校、師範学校など、学校主催による「中等学校蹴球大会」がいくつも行われるようになり、競技会の乱立時代といわれた。1932年から1933年にかけては、全国各地で22も中等学校のサッカー大会があった。1933年に関西大学主催で行われた「関西中等学校蹴球大会」などは、他地域からの参加も含めて37校が集まる大きな大会で、同年の本大会の参加12校を大きく上回る規模であった。八高主催の「全国中等学校蹴球大会」第1回大会（1924年）には、関西や広島からも参加があったように、「全国中等学校蹴球大会」と付けられた大会や、先の「關東中等学校蹴球大會」「東海蹴球大會」などは、所在地域の参加が主で全国規模の参加まではいかないが、どの大会にも他地域からの参加があった。ところが、毎日新聞社主催の大会は「日本フートボール優勝大會」と名乗っていても、第1回から1925年の第8回大会までの間、関西以外の学校は一校も参加がなかった。「全国中等学校蹴球大会」という名前の大会が多いのは、主導権争いが目的であったといわれる。1934年に大阪の毎日新聞社主催の大会に一本化されたが（#大会の一本化）、現在の高校選手権は、これら全てを源流とする見方も出てきている。

### カテゴリーの問題
多くの大会で師範学校が旧制中学校と同じ大会で争ったため、年齢のハンデを無視したものとして非難もあった。旧制中学校と師範学校とでは就学年齢が一致せず、体力差が大きく影響して中学校側がいつも優勝圏に近づけない不満を持っていたので、中学校の部と師範学校の部を区別してそれぞれ公平に戦わせるのが理想であった。戦前の学校制度は複雑で、さらに飛び級や、旧制中学入学に年齢制限がないようなことがあり分かりにくいが、基本的に師範学校は小学校を卒業後、高等小学校2年を経て、5年制の師範学校に行くので卒業時は19歳となるが、旧制中学校は小学校卒業後、5年間行くため卒業時17歳となり、年齢で3年重なり、最上級生のとき師範学校が2歳上となりハンデが生じる（日本の学校制度の変遷）。第1回大会から第7回大会まで七連覇した御影師範は、年齢が高かったこと、また師範学校は全寮制で、年中合宿をしているようなものでチームワークが良く、練習も充分にやれ、旧制中学のチームは適わなかったといわれる。当時は柔道や庭球などでも師範学校と旧制中学校は同じ大会で試合を行うことが多かった。これは各都道府県のスポーツ史等を見れば確認できる。中等野球（高校野球）でも戦前に福島師範や長野師範などが全国大会に出場したことがある。サッカーの「関東中等学校蹴球大会」は、この大会名で朝日新聞に広告も打った。大新聞に「中等学校大会」と広告も打って普通に師範学校が出場しているのだから、特に問題はなかったものと思われる。本来は師範学校と中学の部は分けて行うべきなのだが、しかしこの二分野を別立てすると大会そのものが成立しなかったと『東蹴六十年史草稿』22頁に書かれている。それが何故なのかはこの本に書かれていないが、この時代サッカーをやっている学校自体が少ないから、師範学校と中学を別々に分けるとチーム数が少なくなり、例えば各5チームずつの参加ではトーナメント大会として成立し難く盛り上がりに欠ける、あるいは、元々サッカー自体に人気がない上、中学の大会ならまだしも、師範学校の大会は地味で人気がなく、師範学校だけの大会では成り立たなかったため一緒にやらざるを得なかった、等といった理由が考えられる。毎日新聞社主催の「日本フートボール優勝大會」は、カテゴリーを問いていないので、この問題は本来関係がないが、その毎日新聞社主催大会を第9回大会から全国大会に移行させるおり、この二つを分けるという案を大日本蹴球協会が出したが、毎日新聞社側に断られたという。新聞社がスポーツの大会を支援するのは、新聞の拡販や、広告獲得などの目的があるためと見られ、新聞社の主催でない学校主催の大会では、この二つを分けて開催することがあった。東京高等師範学校主催の「全国中等学校蹴球大会」では1924年の第1回大会から、師範学校の部と中学の部は別々に行われた。八高主催の「全国中等学校蹴球大会」でも、1926年の第4回大会からこの二つを分けている。この他、旧制大学、旧制高等学校、大学予科、大学専門部、高等師範学校、旧制専門学校は、師範学校とは年齢が重なる場合もあるが、旧制中学とは年齢が上で重ならないため、これらに所属するチームが「中学校大会」に参加することはあっても、優勝を争うトーナメントのような公式試合で対戦することはない。中学校と対戦することがあるのは模範試合や練習試合である。前述したように毎日新聞主催の本大会に関西学院高等部や神戸高商が出場したのは「中学校大会」ではないからで、このように「中学校大会」と銘打っていない年齢制限などを設けていない大会では対戦することがあった。広島一中や神戸一中などは、中学校でも強かったから、天皇杯の本戦や極東選手権の日本代表全国予選などに出場し、これら上のカテゴリーのチームとも対戦した（第3回ア式蹴球全国優勝大会）。なお、旧制高等学校は1923年から「全国高等学校ア式蹴球大会」が開催され、旧制大学、大学予科、旧制専門学校なども各地で大会やリーグ戦があった。

### 毎日新聞主催（第1回 - 第8回大会）
毎日新聞主催の「日本フートボール優勝大會」の第1回大会から第8回大会までは、関西の学校のみ参加の大会であった。当時は関西でもサッカーをやっている学校は多くはなかったから、初回は予選をする程のこともなく主催者側の推薦で出場チームを決めた。第8回大会では、出場の申し込みをした全チームが出場していることから、第1回〜第8回大会の間は、主催者側から推薦されれば、あるいは学校側から申し込めば、予選なしで全てのチームが参加できたとみられる。予選制となったのは参加チームを全国に拡大させた1926年の第9回全国中等学校蹴球選手権大会第9回大会からである。このため第1回大会から、大阪や兵庫からは複数の学校が参加し、第8回大会では、和歌山、奈良、滋賀、京都からは、各1チームに対して、大阪からは11チーム、兵庫からは7チームが参加した。当時は兵庫勢の力が抜けていたから、第1回〜第8回大会までの決勝のカードは、兵庫×大阪、兵庫×京都か、兵庫同士のいずれかになる。関西地区以外の参加に関しては『神戸一中サッカー部史』 や、『広島一中国泰寺高百年史』 等に、広島一中は、毎日新聞の大会は出場できず、神戸高商主催（朝日新聞後援）の「全国中等学校蹴球大会」に出場し、毎日新聞の大会を連覇中だった御影師範を二年連続で破って優勝した、と記述されていることから、第1回大会から第8回大会までは、関西地区以外の学校は参加させない、実質的に関西ローカルの大会であった。これは参加チームを見ても分かるし、多くの文献に記述されている。第1回から第7回まで御影師範が連続優勝したとされるが、「それまでは"日本"と名乗っても近畿のローカル大会だったから、第1回から第7回までの御影師範の連続優勝は正確には日本一とはいえない」と兵庫県サッカー協会も公式ウェブサイトで述べている。また当時の交通事情は非常に悪く、賀川浩は「当時の遠征試合はハンディキャップが物凄く大きいため、地元の大会で御影師範や神戸一中が勝ってもあまり威張れない」などと述べている。1921年に名古屋蹴球団主催、新愛知新聞社（現:中日新聞社）後援による「全国中等学校蹴球大会」が、東京府青山師範学校、豊島師範、明倫中学、愛知一師、御影師範、姫路師範など、関東、東海、関西地区から10チームが参加して名古屋で行われたが、ここでも御影師範は関東の東京府青山師範学校に敗れている。この大会の決勝戦は東京府青山師範学校×明倫中学である。御影師範は毎日新聞主催の第1回大会から第7回大会までを七連覇するが、他の大会に出場すると負けることがあったことから、この毎日新聞の大会は、他の多くの大会と同程度のレベルであったと考えられる。大会の権威に関していえば、『高校サッカー60年史』の32頁に「東京ではそうでもなかったらしいが、大阪では大新聞の主催でないと大会に権威がなかった」、38頁に「私達御影師範では毎日新聞の大会を最高峰としていて、他の蹴球大会は前哨戦、準備大会位に考えていた」という記述や、『兵庫サッカーの歩み-兵庫県サッカー協会70年史』107頁に「大日本蹴球協会が設立される（1921年）まで、最も権威のあるフットボール大会は大毎の主催する全国蹴球大会で、その後も関西では蹴球大会の最高峰の一つであった」という記述が見られるから、関西の他の大会よりは権威があったのかも知れない。しかし、神戸一中の選手たちは「近畿のチームだけの毎日新聞の大会より、広島一中や広島高師附属中学の広島勢が来る神戸高商主催の大会で勝つ方が値打ちがある」と言っていたという賀川浩の証言もある。静岡県立藤枝東高校のサッカー部60年史には、「われわれ志太中学（藤枝東高校）の全国大会の初優勝は、1931年の東京高等師範学校主催の「全国中等学校蹴球大会」で、此処に全国津々浦々に志太中サッカーの名声を響かせた」と書かれている。この東京高等師範学校主催の「全国中等学校蹴球大会」というのも、1924年から1932年に9回開催された全国規模の中等学校サッカー大会で、東日本の学校がほとんどだが、近畿や東海地区の学校も参加した大きな大会であった。志太中学は毎日新聞主催の大会が全国大会になっても、戦前には毎日新聞主催の大会の予選には出場していないようで、つまり学校によっては、特に関西以外の学校にとっては、毎日新聞主催の大会を唯一の全国大会とは捉えておらず、乱立していた他の全国大会等を選んで出場していたものと見られる。毎日新聞社主催の大会が1925年度の第9回大会から全国大会となり"名実とともに全国大会として発展した"と書かれた文献もあるが、すぐに唯一の全国大会と認知された訳ではなく、徐々に認知されていって、"名実とともに全国大会""唯一の全国大会"として完全に認知されたのは、1934年に毎日新聞社主催の大会に一本化され、他の全ての大会が終了した第16回大会以降の話と考えられる。これらの事情を考えれば「全国高等学校サッカー選手権」が"真の全国大会"と文句なくいえるのは、1934年の第16回大会からでないかと思われる。『高校サッカー40年史、60年史』の「全国高等学校サッカー選手権大会」の記述は、関西の関係者の証言がほとんどで、他の地域の大会はほとんど触れられていない。『高校サッカー60年史』32頁に「毎日新聞主催の大会は準備委員会 がともかく強力で、大日本蹴球協会ができてからも、協会はタッチできなかった」、また「關東蹴球大會」を主催した東京蹴球団の団史には「東京ではサッカーの関係者が主体で、朝日新聞の方が善意の後援をしてくれたのだが、他の二つは新聞社の方が強力に推進された。これはこれらの地域のサッカー関係者が、まだ微力だったといった方がよいのかも知れない」 と書かれており、サッカー関係者としては、この毎日新聞主催の大会は、当初は大阪の新聞社が勝手にやっているという考えであったのかも知れない。やはりこの毎日新聞の大会が後に高校選手権の前身ということになったから重みを増したことは間違いがない。前身ということにならなかったら、他の多くの大会と同様の位置づけであったと考えられる。
第8回大会は、旧制専門学校と中学の部を分けて実施した。専門学校の部の出場チームは早稲田高等学院、官立神戸高商、松山高等学校、関西大学、関西学院の5校で、決勝は早高2-1関学。何故分けて実施したのかは『高校サッカー60年史』にも記述がないが、翌年の「全国中等学校蹴球選手権大会」移行に伴い、カテゴリーが明らかに中学より上のチームを切り離すということかも知れない。各試合の結果他、詳細が『高校サッカー60年史』に書かれておらず、翌年の第9回大会以降の大会に旧制専門学校の部の結果は記載がない。『輝く埼玉サッカー75年の歩み』1082頁には「第8回大会"から"高専の部と中等学校の部に分け、会場も甲子園球場に移って開かれたのである」と書かれているため、その後も継続されたと見られるが詳細は不明。

### 全国大会へ（第9回〜）
1925年度の第9回大会から、全国をいくつかのブロックに分け、その予選優勝校で"本当の全国大会"に飛躍させようとの気運が高まり、全国での地区予選制となって、名称も「全國中等學校蹴球選手權大會」と改められ、ラグビー大会と分割、関西の学校以外の学校も参加する全国規模の大会に成長することになった。前述のように第8回大会までは大日本蹴球協会は運営にタッチできなかったようであるが、この第9回大会からの全国大会移行にあたっては、毎日新聞からの要請で田辺五兵衛や野津謙、鈴木重義ら、大日本蹴球協会の関係者が運営に関与した。ここで年齢制限の問題が出て、それまで年齢では2歳上となる師範学校が中学校と同じ大会で争っているという問題点について、別々に分けるという案も出されたが、この第9回大会から参加を予定していた朝鮮地区の選手が、戸籍を持たず、年齢確認が困難ということが分かったこともあり、引き続き一緒にやることになった。この後、1929年（第11回大会）、1935年（第17回大会）の二度に渡り、年齢制限が加えられたため、師範学校チームは弱体化したという。なお、毎日新聞が中等野球の全国大会（選抜高校野球）を持とうと考えたのは、このサッカー大会がマイナーなまま、朝日新聞主催の夏の全国中等野球大会に対抗できなかったからという見方がある。

### 大会の一本化
1925年度の第9回大会から、毎日新聞社主催の大会は全国大会になったが、全国各地にあった大会も、これ以降も続けられていた。毎日新聞社主催の大会が形を整えてゆくにつれ、これらの地方大会をどうするかという問題が起ってきた。「全国大会」と銘打ったものも他にたくさんあったが、毎日新聞社主催の全国大会が規模内容が最も大きくなり、1934年に毎日新聞社主催の大会に一本化され、他の全ての大会は終了した。これらを指示したのは大日本蹴球協会で、この1934年から大日本蹴球協会が主催に加わった。一本化にあたっては、他の地域からは大きな抵抗があり、中でもやはり「關東蹴球大會」が最後まで問題となったが、サッカーの将来を考え終了を受け入れたという。毎日新聞社主催の大会に一本化されたのは、ラグビーの大会をするために付けた「日本」を大会名に付けていたこと、「關東蹴球大會」は朝日新聞の後援で主催でなかったことが、有利に働いたともいわれる。当時、大日本蹴球協会の大学OBが主導権を握るため、師範系OBを排除しようとしていたというから、野津謙ら大学OBが大日本蹴球協会内で力を増すに連れ、野津らが関与した「毎日新聞社主催大会」が支持を増やし、師範系OBが大きく関わっていた「關東蹴球大會」は、支持が減っていったのかも知れない。この他、一新聞社に遍することのないよう、また全国の中学校へサッカーを普及振興させようと文部省に主催を移すという案も検討されたことがあった。
以降、太平洋戦争による中止を挟み、戦後の学制改革で現在の名称となっても西宮球技場を主な会場にして関西での開催が続いた。1948年（昭和23年）4月新制高校が発足。同年6月に全国高等学校体育連盟（高体連）が創立され、本大会に主催団体として加わることになった。
戦前に強力だった兵庫県勢はレベルダウンし、戦後10年間の優勝争いは広島県勢と埼玉県勢が主流となり、これに静岡県勢が加わり、この三県で"サッカー御三家"を形成した。これはこの時代は御三家以外の都道府県では、まだサッカーをまともにやっていなかったという事情もあった。

### 高校総体の開始と毎日新聞社の主催終了
1965年に全国高等学校総合体育大会（高校総体、インターハイ）が夏の大会として整備され、翌1966年にはサッカー競技が全国高等学校総合体育大会サッカー競技大会として加えられ、秋の国民体育大会サッカー競技高校の部（国体）を合わせると、高校サッカーの全国大会は3つとなった。当時の文部省は文部省の通達により、学校教育活動としての高校スポーツの全国大会は国体を除いて年一回しか認めていなかったため、日本蹴球協会と全国高等学校体育連盟（高体連）は冬の高校選手権を夏の高校総体に組み入れようとした。この動きのなか、毎日新聞社は第1回大会から行っていた本大会の主催を終了し、結局は日本蹴球協会が単独で冬の高校選手権を開催することになった。1966年度大会は、毎日新聞社の主催終了による経済的な影響や文部次官通達との関係により、出場校が前年の32校から16校に変更され、夏の高校総体の上位2校と、秋の国体の上位4校、地域推薦の10校となった。各地域の予選も、文部次官通達との関連で公式には行わず、地域推薦とする建て前となった。16校での開催は、1970年度大会まで続いた。また、1966年度から大会の回数が大会名から外されるようになり、1980年度の第59回大会で復活した。

### 読売新聞社後援へ
1970年から国体が各都道府県選抜の参加となり、インターハイとは別に「選抜大会」として競技ごとに全国大会を開くことが認められた。これにより高体連としては選抜大会の扱いをするということで、第49回大会（1970年度）から主催に復帰した。
一方で当時、読売新聞社を中心とした読売グループでは、将来的なプロ化も睨んだ本格的なサッカークラブである読売サッカークラブを1969年に発足させるなど、サッカーに対して力を入れつつあった。
関西で行われていた本大会が、首都圏開催に移った一番大きな理由は、電通の日本テレビの担当者だった鍋島徳行が読売サッカークラブ監督の成田十次郎に話を持ちかけたことを発端とするからである。まず鍋島から成田にアドバイスが求められ、「甲子園野球に匹敵するようなスポーツ・イベントを創りたい」「そのためには億単位のお金を準備します。ひとつ考えて下さい」という相談があった。つまり最初からサッカーありきではなく、関西の本大会を東京へ持って来るという発想でもなかった。ところが鍋島と成田に新たなスポーツ・イベントの発想が浮かばず、やはり高校サッカーだろうとなり、最初は純粋に「新しい高校サッカーのイベント」をつくることのみが考えられた。そこで成田が3つの条件を電通に提示し、電通がJFAにこれを働きかけることになった。「1番目は東京でやること。国立競技場を高校サッカーのメッカにしよう。国立競技場なら甲子園に匹敵するんじゃないか、あるいは甲子園を上まわる」、2番目は「当然テレビだ、と。今の時代、テレビで放送しないかぎりイベントの成功はない」。3番目は「優勝チームをヨーロッパに遠征させること。高校野球はハワイじゃないか。しかし、サッカーはヨーロッパへ行けるぞ」と、JFAとしても関西で高校サッカーをやると野球人気に押されてサッカーがなかなか満杯にならない、東京でやったらもう少し人が入るのではないかとの考えがあり、読売サッカークラブの立ち上げに尽力した日本テレビの坂田信久がJFAの長沼健らや電通、読売新聞、全国高等学校体育連盟（高体連）などと折衝を重ねた。当然ながら毎日新聞が関西で手弁当から作って来た本大会を読売新聞が東京でやるという案に関西系の賀川浩らが猛反対し、その実現まではいばらの道だったといわれるが、最終的に高体連の関係者に「関西でやるほうがいいか、関東でやるほうがいいか?」と聞いたら、圧倒的に「東京で」という回答があり、この高体連の意向が決定的な要素となって、大会の東京移転、及び主催者の変更も決まった。『関西サッカーのあゆみ』には「高校野球は朝日と毎日がやっているが、それにはどうしても入れない読売と日本テレビが、何が何でも高校サッカーを取りたいと電通を絡ませて関西から奪った」と書かれている。日本テレビとしても「クラブの長期的な存続には、将来的な選手の供給源の充実が不可欠である」として高校サッカーに対する支援を行うことになり、1970年8月には日本テレビの主催で全国の強豪校11チームを招待した「高校サッカー研修大会」を開催し、日本テレビと出場校の地元を中心とした系列局で裏送りを含めて放送した。読売新聞社・日本テレビではこの研修大会を継続して開催する意向だったが、夏場はインターハイや国民体育大会の予選など試合数が多く、日本蹴球協会（現：日本サッカー協会、以下JFA）側では研修大会の継続は難しいと判断。そこで代替策として、JFAでは本大会の後援に読売新聞社が加わること、並びに日本テレビが大会の中継を行うことを提案。これを読売新聞社側が了承したことから、高体連の主催復帰と時を同じくして日本テレビが大会のテレビ中継を行うことになった。
第49回大会（1970年度）は日本テレビで8試合を中継。決勝戦のみ以前から編成していたNHKとの2局同時中継という異例の形になった。第50回大会（1971年度）から日本テレビ系列の独占中継体制になったが、高体連はこれに反発し全国放送のNHKによる中継を廃するからには「最低でもNHKの8割のエリアをカバーできる放送体制を取る」よう要求した。当時の日本テレビのネットワーク体制ではとても無理な注文だった が、ここで電通が仲介に入り当時のTBS系列のローカル局 と折衝を行い、日本テレビをキー局としつつTBS系列局および一部のフジテレビ系列局・独立局を含めたローカル局による全国38局 の中継体制を築くことに成功。これにより第50回大会より正式に中継が日本テレビに移行した。
全国テレビ中継とスポンサーを得た本大会の運営は強化される方向に向かい、特例としてインターハイとは別の選手権として高校サッカーの最高峰の大会と位置づけられるようになった。
1971年度の第50回大会は、長居競技場が主会場となり、1回戦と2回戦では西宮球技場と神戸中央球技場が併用された。翌年からの第51回大会、第52回大会、第53回大会、第54回大会では、長居競技場とうつぼ球技場が会場となった。

### 決勝大会の首都圏への移転
第55回大会（1976年度）からは、決勝大会の会場を首都圏（東京都・千葉県・神奈川県・埼玉県）に移すこととなった。元々日本テレビやJFA関係者の間では決勝大会を首都圏で開催したいという要望が強かったことに加え、当時日本テレビで本大会の中継スタッフだった坂田信久が「（日本テレビに中継が移って）最初の2年で関西ではスタンドを満員にするのは厳しいとわかった」と語っているように、高校野球の影響でサッカーへの関心が薄い土地柄だったことや大会の採算面からも関西開催では大会の発展が厳しいという認識が関係者の間で広まり、最終的に高体連の47都道府県の委員長会議で多数決により会場の移転が決まった。しかし現在もなお、関西のサッカー関係者にはこの決定に不満を唱えるものが多数存在するという。当時も関西サッカー協会会長で日本蹴球協会副会長であった川本泰三らが激怒。このため坂田らは首都圏開催後の同大会を絶対に成功させるとして、大会のイメージアップに全力を注ぐ。場内に広告看板を設置してテレビに映すほか、後には試合時間内にはテレビCMを入れないようにしている。大会の応援を都道府県の県人会へ連絡した他、各出場校にも職員会議から父母会、生徒会にまで足を運んで頼み込んだという。
西が丘サッカー場など、当時未だ計測時計が会場掲示板に無い競技場が多く、このためテレビ局の大道具に人動で動かす大型時計制作してもらって、アルバイトにストップウォッチで試合時間を計測させて1分毎に手動で時計の針を動かしたという。
この他に中継に使用するテーマ曲を、この際に現在の曲に刷新。会場にも4台のカメラを設置して試合を追いかけて中継を行った。
こうして、首都圏開催の初回となる第55回大会決勝戦・浦和南（埼玉）対静岡学園（静岡）の国立競技場は観客が超満員となる約6万人が来場した。
広島勢と埼玉勢は1980年代に入ると弱体化したが、静岡勢は全国から優秀な選手が集まり、1980年代に"一強時代"を形成した。しかしこの頃から東京勢や千葉勢などの関東勢、長崎勢、鹿児島勢、福岡勢など九州勢が抬頭し、1993年にJリーグができると、才能のある選手はプロへの近道であるJクラブのアカデミーへ進むようになり、選手権の存在意義も揺らいだが、サッカーの普及が進むことで地域格差が消えた。21世紀に入ると群雄割拠の傾向が現われ、県内にJクラブやライバルが不在（だった）青森山田や星稜、野洲など、それまで決してサッカーが盛んといえなかった地域の学校が優勝争いに絡むようになった。
第62回大会（1983年度）からは、原則として1都道府県1代表制で実施されるようになり、現在に至っている。
開会式・準決勝・決勝（年度により準決勝は他のスポーツ大会の都合で別会場）は旧国立競技場で大々的に行われており、高校サッカー選手たちは「目指せ!国立」を一つの合言葉にしていたが、2014年5月に旧国立競技場が閉鎖→2020年東京オリンピック・パラリンピックの開催に伴う全面改築工事に入ったため同年-2020年の年末年始にかけての大会以後は、暫定的に開会式・開幕戦を駒沢オリンピック公園陸上競技場、準決勝・決勝は埼玉スタジアム2002をメイン会場として行っている。
第100回記念大会（2021年度）の開会式・開幕戦・準決勝・決勝は新装となった国立競技場で行われた。

### 現在
近年はクラブユース勢の台頭とそれに伴う人材のシフトにより、ユース年代のサッカー大会としてのプレステージが高円宮杯全日本ユース(U-18)サッカー選手権大会、その後継大会である高円宮杯U-18サッカーリーグに移行し、当大会のレベル低下を指摘されているが、今なお多くの高校サッカー部の選手にとっては最も価値あるサッカートーナメントの位置を占めている大会であり、社会的にも最も大きな注目を集めるサッカー大会の一つである。また、クラブユースの台頭に伴って、かつて優勝を寡占した名門校の地位が下がり、また近年のサッカーの普及に伴って各地域の底上げがなされた。
この大会の優秀選手から選手を選抜し、1973年から毎年4-5月に行われるヨーロッパでのユーストーナメント大会（隔年で偶数年にスイス・ベッリンツォーナ。奇数年にドイツ・デュッセルドルフ）に日本高校選抜チームとして出場している。また、かつては「ニューイヤーユースサッカー」として、ヨーロッパのユース年代のチームを招待した交歓大会もあり、日本高校選抜もそれに出場した。第88回大会（2009年度）終了後は、海外遠征前に本大会協賛社の富士ゼロックス（現:富士フイルムビジネスイノベーション）が特別協賛している「FUJIFILM SUPER CUP（旧・FUJI XEROX SUPER CUP）」の前座試合として、U-18Jリーグ選抜（高校1,2年生）との親善試合が組まれる。
第91回大会（2013年）の決勝戦は当初1月14日に行われる予定だったが、降雪により中止。当初は、大学入試センター試験（当時、現：大学入学共通テスト）で3年生に影響が出る可能性があるために両校優勝の措置をとることも検討されていたが、決勝を戦う両チームの登録メンバーの中に、1月19日・20日実施のセンター試験受験申込者がいなかったため、試合を1月19日に順延することに決定した。悪天候による決勝戦の順延は史上初（中継は録画放送）。なお、1月14日に予定されていたテレビ中継についても、内容が大幅に変更された（詳細は#テレビ中継の項目）。

## 大会歌
- 大地に顔をくっつけて（シーガルス[注釈 15]）（1973年度・第52回 - 1975年度・第54回）
作詞：金原徹朗[注釈 16]、補作詞：阿久悠、作曲：森田公一、編曲：馬飼野康二
関西圏開催時代の末期に使用された。
- ふり向くな君は美しい（ザ・バーズ）（1976年度・第55回 - ）
作詞：阿久悠、作曲・編曲：三木たかし
戦いに敗れた者の健闘を讃える曲として知られており、現在は、テーマ曲（イメージソング）と併用して使われている（後述の「イメージソング」を参照）。

但し、これらの曲は試合会場内での式典曲としては用いられず、日本サッカー協会の公式アンセムである「日本サッカーの歌」などが用いられる。

## 開催方式
1983年度（昭和58年度）の第62回大会以降、47都道府県から48代表（東京都のみ2校、それ以外の46道府県は1校）が出場する形態が定着している。出場校を決定する都道府県大会はおおむね9月から11月にかけて実施される。
- 三重県大会では、まず1次トーナメントを行い2次予選に進む8校を選出。2次予選では4校のグループに分けてのリーグ戦を行い、上位2校が準決勝に進むというシステムが採用されていた。
- 都道府県予選では、実力が他校よりも突出している、あるいはプレミアリーグ、プリンスリーグに参加しているなど試合数が多くスケジュール調整が難しい高校の場合、大会終盤から登場するいわゆる「スーパーシード」が組まれることがある。例えば、第92回大会の青森県予選では、県予選16連覇中の青森山田は準決勝からのシードだった。また第102回大会（2023年）の鹿児島県予選では、U-17ワールドカップ日本代表に2名が選出され、また前回選手権でも4強となった神村学園が準決勝からの登場となった。
- 第69回大会（1990年度）では、都道府県代表と別に、都道府県大会と並行して開催されていたAFCユース選手権に日本代表として出場した武南、習志野、清水市商、国見の4校を推薦出場（予選免除）としたため、全52校で争われた。
- 第79回大会（2000年度）では、前年度優勝の市立船橋が推薦出場で予選免除されたため、全49校で争われた（前年優勝の推薦出場枠は当年限り）。

全国大会は1回戦制のノックアウトトーナメントで行われる。全国大会の場合、退場処分又は累積警告2回で次の試合出場停止。
試合時間については次の通り行う。
- 準々決勝までは前後半40分ハーフの計80分で行い、前後半終了時に同点の場合は即PK戦で決着をつける。
- 準決勝は前後半45分ハーフの計90分で行い、前後半終了時に同点の場合は即PK戦で決着をつける。
- 決勝は前後半45分ハーフの計90分で行い、同点の場合は前後半10分ずつ計20分の延長戦を行う。延長戦終了後、同点の場合はPK戦で決着をつける。
  - 第78回大会（1999年度）まで、決勝で延長戦でも決着が付かない場合、両校優勝としていた。
  - 第81回大会（2002年度）まで、決勝も前後半40分ハーフの計80分で行われていた。
  - 第86回大会（2007年度）まで、準決勝も準々決勝までと同様の試合形式で行われていた。
- 試合終了後、PK戦でない限りは勝利校の校歌斉唱（あらかじめテープ収録したもの）が行われる。PK戦に縺れた場合は勝利校であっても校歌斉唱は次の試合の進行の都合上省略される。校歌斉唱（またはPK戦）終了後、勝利校の監督・敢闘選手に対するヒーローインタビュー（原則として各試合のテレビ中継における勝利校のベンチレポーターの進行による。決勝は別途主催者が用意した代表アナウンサーが担当）を行う。決勝戦の校歌斉唱は試合開始前に行い（試合終了後は試合の勝敗の有無にかかわらず斉唱は行わない）、試合終了後ただちにヒーローインタビュー→表彰・閉会式を行う。

## 使用会場
前述の通り首都圏（1都3県）の複数会場（おおむね9会場前後）が使用される。多くの会場が、施設改修や芝の張り替えなどの理由で、毎年のように会場が変更される（通常使用されない会場が使用される）のが特徴である。

### 第103回大会（2024年度）の会場
出典：
- 国立競技場（改築後。東京都新宿区、2021年度より使用）
- 駒沢陸上競技場（東京都世田谷区、2010年度は改修工事中のため使用せず、2014年度 - 2020年度は国立の代替として開会式・開幕戦の会場となる）
- 味の素フィールド西が丘（東京都北区、1976年度の関東移転後に途切れることなく使用されたが、2012年度は使用せず）
- Uvanceとどろきスタジアム by Fujitsu（川崎市中原区、2012年度・2014年度は使用せず）
- ニッパツ三ツ沢球技場（横浜市神奈川区、2009年度は使用せず）
- 浦和駒場スタジアム（さいたま市浦和区 1992年度 - 1994年度と2010年度 - 2011年度は改修工事中のため使用せず）
- NACK5スタジアム大宮（さいたま市大宮区、2002年度以後使用されなかったが2010-2011年度は駒場スタジアム、2014年度は埼玉スタジアム2002の例年開催分の代替会場として使用）
- フクダ電子アリーナ（千葉市中央区、2009年度以降使用、2011年度・2022年度は使用せず）
- 柏の葉公園総合競技場（千葉県柏市、2009年度・2012年度は使用せず、2014年度・2016年度・2018年度・2021年度に使用）

### 過去に使用されていた会場
関東へ移転後も、Jリーグ基準を満たすスタジアムが増加したことから、2000年代から使用されなくなった会場もある。また、通常は使われないが本会場の施設改修に伴い代替会場として使用されるケースもある。
関西開催時代
- 豊中グラウンド（1917年度 - 1921年度）（野球兼用）
- 宝塚球場（1922年度 - 1923年度）（野球兼用）
- 阪神甲子園球場（1924年度 - 1927年度）（野球兼用、当時は甲子園大運動場）
- 甲陽中学（1924年度）
- 南甲子園運動場（1928年度 - 1940年度）（甲子園球場の南側にあった総合競技場）
- 西宮球技場（1946年度 - 1962年度、1966年度 - 1971年度）
- 靱蹴球場（1963年度 - 1964年度、1972 - 1975年度）
- 金岡公園陸上競技場（1963年度 - 1964年度）
- 長居陸上競技場（1964年度 - 1970年度、1971年度 - 1975年度）
- 京都市西京極総合運動公園陸上競技場兼球技場（1965年度）
- 神戸市王子陸上競技場（1965年度）
- 神戸市立中央球技場（1971年度）

関東移転後
- 国立霞ヶ丘競技場陸上競技場（東京都新宿区。開幕戦、準決勝、決勝戦のみ 2014年度 - 2020年度は建て替えのため使用せず）
- 大井ふ頭中央海浜公園陸上競技場（東京都品川区、1981年度・1983年度のみ使用）
- 江戸川区陸上競技場（東京都江戸川区、2010年度は駒沢・2012年度は西が丘の代替会場として使用）
- 千葉県総合スポーツセンター陸上競技場（千葉市稲毛区、2003年度以降使用せず）
- 習志野市秋津サッカー場（千葉県習志野市、1999年度以後使用していないが、2003年度は千葉市非開催に伴う代替会場となる）
- レモンガススタジアム平塚（神奈川県平塚市、等々力・三ツ沢球の代替会場として1992年度・1994年度・2001年度・2002年度・2009年度に使用）
- 三ツ沢公園陸上競技場（横浜市神奈川区、三ツ沢球・等々力の代替会場として1990年度 - 1993年度に使用）
- 相模原ギオンスタジアム（相模原市南区、等々力の代替として2012年度・2014年度使用）
- 埼玉スタジアム2002（さいたま市緑区、2001年度より使用、2014年度から2020年度まで国立の代替として準決勝・決勝の会場となる、2021年度以降使用せず）
- 川越運動公園陸上競技場（埼玉県川越市、2001年度以降使用せず）
- ゼットエーオリプリスタジアム（千葉県市原市、2010年度・2014年度は使用せず、2015年度・2017年度・2019年度・2020年度に使用）
- 熊谷スポーツ文化公園陸上競技場（埼玉県熊谷市、駒場の代替として2021年度使用）

### 国立競技場での試合開催
国立競技場（新旧とも）でのプレーが許されるチームは、開幕戦を戦うチーム（1つは東京都代表のどちらか）とベスト4のチームの最大6チームのみであり、厳しく狭き門であると言える。開幕戦のなかった第77回（1998年度）以前はさらに厳しく、ベスト4の4チームだけであった。「目指せ国立」は、この大会のキャッチコピーともなっている。
- 1月に国立競技場で行われる全国大学ラグビー選手権大会決勝との日程重複のため、当大会の準決勝を国立競技場以外で開催した事例もある。その場合、当大会で国立競技場のピッチに立てるチームは最大4チーム（国立競技場での開幕戦実施以前については2チーム）に減少する。
  - これに該当するのは第62回大会（1983年度）・第67回大会（1988年度）・第87回大会（2008年度）。第62回・第67回の準決勝は駒沢陸上競技場、第87回の準決勝は埼玉スタジアム2002で開催された。第67回については、1989年1月7日に昭和天皇が崩御したため準決勝は1月9日に延期されたが、会場は変更せず駒沢陸上競技場で開催された。

なお国立競技場は、2019年の開催が決定したラグビーワールドカップ2019（工期延長に伴い使用断念）及び2020年の開催が決定した東京オリンピック・パラリンピックへ向けた全面建て替え工事の施工（2016年12月着工 - 2019年11月竣工）に伴い、2014年1月の第92回大会（2013年度）決勝をもって一旦会場から外れた。第93回大会（2014年度）から第99回大会（2020年度）については、開幕戦を駒沢陸上競技場で、準決勝・決勝を埼玉スタジアム2002で開催した。

## 日程
同大会は選手の健康管理を考え、第73回大会（1994年度、1994年12月-1995年1月）より、それまでの新年元日（1月1日）開幕（試合は1月2日から）から年内12月30日開幕（試合は大晦日（12月31日）から）に早め、試合日程に余裕を持たせる措置をとった。これに伴い、以前は3回戦と準々決勝の中間日（1月5日）のみだった休養日が拡大され、3回戦と準々決勝の中間日（1月4日）に加えて、1回戦と2回戦の中間日（元日）、準々決勝と準決勝の中間日（1月6日）も休養日に充てられるようになった。
なお、第81回大会（2002年度）以降は、決勝戦をハッピーマンデー制度が適用された成人の日（1月第2月曜日）に、第87回（2008年度）以降は準決勝をその直前の土曜日に移動して、さらに余裕を持たせている。第91回（2012年度）は、準々決勝を1月5日に行った後、1週間空けて1月12日に準決勝・19日に決勝（14日の成人の日に開催予定のところ、降雪により延期）とする日程が組まれた。
第100回大会（2021年度）からは開会式・開幕戦を2日前倒しして12月28日となり、1回戦が12月29日、2回戦が12月31日、3回戦が1月2日、準々決勝が1月4日に固定され、1回戦から準々決勝までは1日間隔を空けて試合が組まれる日程となった。これにより、準々決勝まで（1回戦の一部は重複開催）は同時進行で大阪府で行われる「全国高等学校ラグビーフットボール大会」と交互に開催されるスケジュールとなった。

### 開幕戦
元日開幕の頃は、開会式は天皇杯決勝戦の前座イベントとして行われており、開幕式の模様は1月2日に1回戦の放送の前に放映されていた。ところが、12月30日開幕となって以降、開幕日は開会式のセレモニーのみ行われ、試合自体は行われていなかったため、観客動員の減少が懸念されていた。これをふまえて、第78回大会（1999年度）から一部変更し、開会式直後に「オープニングマッチ」を開催することになった。
初めて開催された第78回大会では集客を考え、地元の東京のチームの試合が選ばれた。東京都は毎年2校出場するが、この年は帝京高校が2回戦から登場のシード校だったため、もう一校の国学院久我山高校の試合と事前に決められた。抽選の結果対戦相手は沖縄県の具志川高校となった。
次年度の第79回大会（2000年度）では、趣向を変えて、前年度優勝チームの市立船橋を推薦出場とし、対戦相手を抽選で決めて開幕戦を開催してみたものの、その後、同校が2回戦敗退（PK戦による）と成績がふるわなかったことから、前年度優勝チームの推薦出場・開幕戦招待はその年度限りで廃止。第80回大会（2001年度）以降は、1回戦の対戦カードのうち、神奈川県、埼玉県、千葉県代表の試合を除いたものの中から1試合抽出し、対戦カードが決定されるようになった。さらに第86回大会（2007年度）より、東京都B代表の試合が1回戦に組まれた場合、その試合が最優先で開幕カードとなることになった。第100回大会（2021年度）より、東京都B代表の試合が開幕カードとなる。

## 結果と統計

### 得点王
出典: 
※55回大会以降
| 回  | 年度   | 選手名               | 所属校       | 得点数 |
| --- | ------ | -------------------- | ------------ | ------ |
| 55  | 1976年 | 有ヶ谷二郎           | 静岡学園     | 8      |
| 56  | 1977年 | 伊藤直司             | 四日市中央工 | 7      |
| 57  | 1978年 | 高田敏               | 八千代       | 4      |
| 58  | 1979年 | 川添孝一             | 帝京         | 5      |
| 59  | 1980年 | 大野克人             | 古河第一     | 4      |
| 59  | 1980年 | 安藤達矢             | 浦和南       | 4      |
| 59  | 1980年 | 湊邦三               | 御影工       | 4      |
| 60  | 1981年 | 谷中治               | 帝京         | 5      |
| 61  | 1982年 | 青島秀幸             | 清水東       | 8      |
| 62  | 1983年 | 武田修宏             | 清水東       | 5      |
| 63  | 1984年 | 松山博明             | 山城         | 5      |
| 64  | 1985年 | 黒崎久志             | 宇都宮学園   | 5      |
| 65  | 1986年 | アデミール・サントス | 東海大第一   | 5      |
| 66  | 1987年 | 平沢政輝             | 東海大第一   | 7      |
| 67  | 1988年 | 中村聖之             | 前橋商       | 4      |
| 67  | 1988年 | 桑原賢次             | 市立船橋     | 4      |
| 68  | 1989年 | 西田吉洋             | 南宇和       | 6      |
| 69  | 1990年 | 中園忠和             | 武南         | 5      |
| 69  | 1990年 | 濱田祥祐             | 東海大第五   | 5      |
| 70  | 1991年 | 松波正信             | 帝京         | 7      |
| 71  | 1992年 | 江原淳史             | 武南         | 8      |
| 72  | 1993年 | 野見山秀樹           | 鹿児島実     | 5      |
| 73  | 1994年 | 森崎嘉之             | 市立船橋     | 8      |
| 74  | 1995年 | 吉原宏太             | 初芝橋本     | 7      |
| 75  | 1996年 | 北嶋秀朗             | 市立船橋     | 6      |
| 75  | 1996年 | 日下亮               | 市立船橋     | 6      |
| 76  | 1997年 | 河村優               | 藤枝東       | 5      |
| 76  | 1997年 | 金古聖司             | 東福岡       | 5      |
| 77  | 1998年 | 林丈統               | 滝川第二     | 8      |
| 78  | 1999年 | 石黒智久             | 富山第一     | 9      |
| 79  | 2000年 | 大久保嘉人           | 国見         | 8      |
| 80  | 2001年 | 片桐淳至             | 岐阜工       | 6      |
| 80  | 2001年 | 柴崎晃誠             | 国見         | 6      |
| 81  | 2002年 | 平山相太             | 国見         | 7      |
| 82  | 2003年 | 平山相太             | 国見         | 9      |
| 83  | 2004年 | 福士徳文             | 盛岡商       | 4      |
| 83  | 2004年 | 糠谷祐真             | 前橋商       | 4      |
| 83  | 2004年 | 山下真太郎           | 鹿児島実     | 4      |
| 84  | 2005年 | 迫田亮介             | 鹿児島実     | 5      |
| 85  | 2006年 | 小室俊之             | 作陽         | 4      |
| 86  | 2007年 | 大前元気             | 流通経済大柏 | 7      |
| 87  | 2008年 | 大迫勇也             | 鹿児島城西   | 10     |
| 88  | 2009年 | 山本大貴             | ルーテル学院 | 5      |
| 89  | 2010年 | 樋口寛規             | 滝川第二     | 8      |
| 90  | 2011年 | 浅野拓磨             | 四日市中央工 | 7      |
| 91  | 2012年 | 小屋松知哉           | 京都橘       | 5      |
| 91  | 2012年 | 仙頭啓矢             | 京都橘       | 5      |
| 92  | 2013年 | 渡辺仁史郎           | 富山第一     | 4      |
| 92  | 2013年 | 長谷川覚之           | 神戸弘陵     | 4      |
| 93  | 2014年 | 坂本和雅             | 聖和学園     | 3      |
| 93  | 2014年 | 高澤優也             | 流通経済大柏 | 3      |
| 93  | 2014年 | 田場ディエゴ         | 日大藤沢     | 3      |
| 93  | 2014年 | 中村恒貴             | 日大藤沢     | 3      |
| 93  | 2014年 | 大田賢生             | 星稜         | 3      |
| 93  | 2014年 | 君垣隆義             | 米子北       | 3      |
| 93  | 2014年 | 河野翔太             | 日章学園     | 3      |
| 94  | 2015年 | 村上光樹             | 帝京第三     | 5      |
| 95  | 2016年 | 鳴海彰人             | 青森山田     | 6      |
| 96  | 2017年 | 飯島陸               | 前橋育英     | 7      |
| 97  | 2018年 | 染野唯月             | 尚志         | 5      |
| 97  | 2018年 | 藤井奨也             | 立正大淞南   | 5      |
| 97  | 2018年 | 大竹悠聖             | 大津         | 5      |
| 98  | 2019年 | 岩本悠輝             | 静岡学園     | 5      |
| 98  | 2019年 | 森夢真               | 四日市中央工 | 5      |
| 99  | 2020年 | 安斎颯真             | 青森山田     | 5      |
| 100 | 2021年 | 鈴木章斗             | 阪南大高     | 7      |
| 101 | 2022年 | 山本颯太             | 前橋育英     | 3      |
| 101 | 2022年 | 森重陽介             | 日大藤沢     | 3      |
| 101 | 2022年 | 真田蓮司             | 東山         | 3      |
| 101 | 2022年 | 今井拓人             | 岡山学芸館   | 3      |
| 101 | 2022年 | 福田師王             | 神村学園     | 3      |
| 102 | 2023年 | 米谷壮史             | 青森山田     | 5      |
| 102 | 2023年 | 郡司璃来             | 市立船橋     | 5      |
| 103 | 2024年 | 三鴨奏太             | 堀越         | 5      |

## 主催など
- 主催：日本サッカー協会、民間放送43社（表参照）
  - 全国大会にはこれに開催各都道府県のサッカー協会・高等学校体育連盟が「主管」として大会を運営する。
- 共催：全国高等学校体育連盟
  - 2021年度までは主催に加わっていた。
- 後援：スポーツ庁（2014年度までは文部科学省）、読売新聞社、開催都県市教育委員会

### 参加放送局
| 担当都道府県 | 参加民放社名           | 放送系列 | 備考                      |
| ------------ | ---------------------- | -------- | ------------------------- |
| 東京都       | 日本テレビ放送網       | NNS      | 主幹局                    |
| 茨城県       | 日本テレビ放送網       | NNS      | 主幹局                    |
| 北海道       | 札幌テレビ放送         | NNS      |                           |
| 青森県       | 青森放送               | NNS      |                           |
| 岩手県       | テレビ岩手             | NNS      | 1983年度より参加          |
| 宮城県       | 宮城テレビ放送         | NNS      |                           |
| 秋田県       | 秋田放送               | NNS      |                           |
| 山形県       | 山形放送               | NNS      |                           |
| 福島県       | 福島中央テレビ         | NNS      | 1979年度より参加          |
| 山梨県       | 山梨放送               | NNS      |                           |
| 新潟県       | テレビ新潟放送網       | NNS      | 1981年度より参加          |
| 長野県       | テレビ信州             | NNS      | 1991年度より参加          |
| 静岡県       | 静岡第一テレビ         | NNS      | 1983年度より参加          |
| 富山県       | 北日本放送             | NNS      |                           |
| 石川県       | テレビ金沢             | NNS      | 1990年度より参加          |
| 福井県       | 福井放送               | NNS      | [注釈 21]                 |
| 愛知県       | 中京テレビ放送         | NNS      | 1973年度より参加          |
| 大阪府       | 読売テレビ放送         | NNS      | [注釈 22]                 |
| 鳥取県       | 日本海テレビジョン放送 | NNS      | 1972年相互乗り入れ        |
| 島根県       | 日本海テレビジョン放送 | NNS      | 1972年相互乗り入れ        |
| 香川県       | 西日本放送             | NNS      | 1979年相互乗り入れ        |
| 岡山県       | 西日本放送             | NNS      | 1979年相互乗り入れ        |
| 広島県       | 広島テレビ放送         | NNS      |                           |
| 山口県       | 山口放送               | NNS      |                           |
| 徳島県       | 四国放送               | NNS      |                           |
| 愛媛県       | 南海放送               | NNS      |                           |
| 高知県       | 高知放送               | NNS      |                           |
| 福岡県       | 福岡放送               | NNS      |                           |
| 佐賀県       | 福岡放送               | NNS      |                           |
| 長崎県       | 長崎国際テレビ         | NNS      | 1991年度より参加          |
| 熊本県       | 熊本県民テレビ         | NNS      | 1984年度より参加          |
| 鹿児島県     | 鹿児島読売テレビ       | NNS      | 1994年度より参加          |
| 大分県       | テレビ大分             | NNS/FNS  | 1999年度より参加[注釈 23] |
| 宮崎県       | 宮崎放送               | JNN      | [注釈 24]                 |
| 沖縄県       | 沖縄テレビ放送         | FNS      |                           |
| 栃木県       | とちぎテレビ           | 独立局   | 2000年度より参加[注釈 25] |
| 群馬県       | 群馬テレビ             | 独立局   |                           |
| 埼玉県       | テレビ埼玉             | 独立局   | 1979年度より参加          |
| 千葉県       | 千葉テレビ放送         | 独立局   |                           |
| 神奈川県     | テレビ神奈川           | 独立局   | 1972年度より参加          |
| 岐阜県       | 岐阜放送               | 独立局   |                           |
| 三重県       | 三重テレビ放送         | 独立局   | 1981年度より参加[注釈 26] |
| 滋賀県       | びわ湖放送             | 独立局   | 1973年度より参加          |
| 京都府       | 京都放送               | 独立局   |                           |
| 兵庫県       | サンテレビジョン       | 独立局   |                           |
| 奈良県       | 奈良テレビ放送         | 独立局   | 1981年度より参加          |
| 和歌山県     | テレビ和歌山           | 独立局   | 1974年度より参加          |

### 過去の参加放送局
- 日本テレビ系列が新規開局した地域は、制作スタッフの確保が難しいことや下記理由により、系列局開局後もスムーズに参加局が移行せず、開局前に参加していた局が引き続き参加したり、新規に開局した系列局と2局が同時参加していた地域があった。
- 地方大会の主催にTBS系列の老舗局が就いていた地域は、日本テレビ系列の新局が開局しても地方大会はTBS系列局が引き続き放送していた地域があった。一例として、静岡県は1996年まで県大会決勝は静岡放送が放送していた。年によってはTBS系列のスポーツテーマ『コバルトの空』か『ふり向くな君は美しい』のどちらかを使用していたことがあった。

| 担当都道府県 | 民放社名 （現社名） | 現在の 系列 | 最終参加年度 | 引き継いだ社名 （現社名） | 系列    | 備考      |
| ------------ | ------------------- | ----------- | ------------ | ------------------------- | ------- | --------- |
| 岩手県       | IBC岩手放送         | JNN         | 1982年       | テレビ岩手                | NNS     |           |
| 福島県       | 福島テレビ          | FNS         | 1978年       | 福島中央テレビ            | NNS     |           |
| 新潟県       | NST新潟総合テレビ   | FNS         | 1980年       | テレビ新潟放送網          | NNS     |           |
| 長野県       | 信越放送            | JNN         | 1998年       | テレビ信州                | NNS     | [注釈 27] |
| 静岡県       | 静岡放送            | JNN         | 1996年       | 静岡第一テレビ            | NNS     | [注釈 28] |
| 石川県       | 北陸放送            | JNN         | 1994年       | テレビ金沢                | NNS     | [注釈 29] |
| 愛知県       | 名古屋テレビ放送    | ANN         | 1972年       | 中京テレビ放送            | NNS     |           |
| 島根県       | 山陰放送            | JNN         | 1982年       | 日本海テレビジョン放送    | NNS     | [注釈 30] |
| 岡山県       | RSK山陽放送         | JNN         | 1985年       | 西日本放送                | NNS     | [注釈 31] |
| 長崎県       | 長崎放送            | JNN         | 1996年       | 長崎国際テレビ            | NNS     | [注釈 32] |
| 熊本県       | 熊本放送            | JNN         | 1995年       | 熊本県民テレビ            | NNS     | [注釈 33] |
| 大分県       | 大分放送            | JNN         | 1998年       | テレビ大分                | NNS/FNS |           |
| 鹿児島県     | 南日本放送          | JNN         | 1999年       | 鹿児島読売テレビ          | NNS     | [注釈 34] |

### 主な不参加放送局
以下の放送局は、NNS加盟期間中も、本大会に一度も参加しなかった（現在のNNS加盟局は全て参加している）。
| 放送対象地域 | 民放社名 （現社名） | 現在の 系列 | NNS加盟状況       | NNS加盟期間中の 参加局（現社名） | 系列 |
| ------------ | ------------------- | ----------- | ----------------- | -------------------------------- | ---- |
| 鹿児島県     | 鹿児島テレビ放送    | FNS         | 1994年3月まで加盟 | 南日本放送                       | JNN  |

### 補足
- 優勝校には持ち回り賞品の優勝旗[注釈 35]、文部科学大臣杯、ミドルセックス・ワンダラーズ杯[注釈 36]、アルゼンチン共和国杯、チャーリー・マイヤー杯[注釈 37]。永久保持の表彰状、文部科学大臣賞状、民放杯（金色）、協賛各社から贈呈される協賛社杯が授与される。民放杯は当時の日本テレビプロデューサー・坂田信久によってデザインされた。なお準優勝・3位校にも民放杯、協賛社杯（準優勝は銀色、3位は銅色）が授与されている。

## 協賛
テレビ中継のオープニング・エンディングでのスポンサー紹介では、各社のコーポレートメッセージ・キャッチコピーが付け加えられる形での紹介方法である（年度によっては付かないスポンサーもある）。なお、協賛字幕は地方大会決勝戦と、全国大会1回戦-準々決勝までは後述の映像をバックに通常の白文字、準決勝と決勝は薄い白地絨毯+各社カラー表示を行っている。
- 富士フイルムビジネスイノベーション（旧・富士ゼロックス、1970年度から参加[149]）
- 明治（2011年度に明治製菓〔1989年度から参加。第87回大会までは「Meiji」名義、第88・89回大会は「meiji明治製菓」名義〕から継承して参加[注釈 38]）
- 帝人（1991年度から参加[150][注釈 39]）
- トヨタ自動車（2010年度から参加）
- 日本コープ共済生活協同組合連合会（CO-OP共済、2021年度から参加）

### パートナー
第100回大会（2021年度）から加わったカテゴリーで、サプライヤー等として参加する。
- ホットスタッフ（人材派遣会社、2024年度から参加）
- ミカサ
ミカサのALMUNDOシリーズ・FT550B-BLYが第100回大会公式試合球として使用される[151]。
- イミオ
sfidaブランドがオフィシャルウェアサプライヤーとして参加する[152]。
- KDDI（au）

なお、第67回大会の準決勝の全てのスポンサーCMおよび決勝の一部のスポンサーCMについては、昭和天皇の服喪期間中のため、環境庁（当時）の啓発CMに差し替えられた。また、準決勝は協賛スポンサーについてはTV中継での冒頭の協賛スポンサーの表示を省略。準決勝・決勝の会場の看板の協賛スポンサーの部分は緑色のテープで隠す処置を行った。

### 過去の協賛社
- 三洋電機（～1974年度）
- 東京海上（～1975年度）
- 大正製薬（1975～1978年度）
- ブリヂストン（1970～1985年度）
- 日立製作所（1977～1989年度）
- 日産自動車（1981～1990年度）
- 電気化学工業（DENKA）（1989～1991年度）
- ローソン（1995年度）
- ナイキ（1996～2004年度）
- 三井ホーム（1991～2009年度）
- Coca-Cola（1979～1980年度、1992～2014年度）
- プーマ（プーマジャパン）（2005～2019年度）
- アットホーム（2016～2019年度）

### 過去のパートナー
- リクルート（同社の住宅情報サイト「SUUMO」名義）（2021～2023年度）

### 過去のPT扱い
- 共同石油（現:ENEOS・1990年度）
- ファミリーマート（1994年度）
- 日清食品（1994年度）
- 小松製作所（1994年度）
- 中央酪農会議（1994年度）
- アクサダイレクト（2015年度、2020年度）
- au（2015年度）
- 興和（2020年度）
- PlayStation（2020年度）

### 協力
- KLMオランダ航空（～1985年度）

### 配信協力
- ソフトバンク（2019年度）

## 試合中継

### テレビ中継

#### 地上波での放送
「#読売新聞社後援へ」で前述のとおり、第49回大会（1970年度）からは日本テレビを中心とした「民間放送43社」が大会の主催団体となり、地方大会（都道府県予選）及び全国中継に参画している。このため、テレビ中継における製作・著作表記も「日テレ」ではなく「民間放送43社共同制作」としている。43社の構成は、日本テレビ系の日本テレビネットワーク協議会 (NNS) 加盟29社、東京メトロポリタンテレビジョン（TOKYO MX）を除く全国独立放送協議会（独立協）加盟12社・宮崎放送（JNN）・沖縄テレビ放送（FNS）の計43社で、1970年度の31社からNNS・独立協加盟局の開局やネットチェンジなどの変遷があり、第79回大会（2000年度）より現在の43社体制が確立した（別項参照）。試合中継では、このうち9社前後が「幹事社」として携わる。
43社で47都道府県をカバーするため、茨城県を日本テレビが、佐賀県を福岡放送が担当するほか、県域放送を実施しながら放送対象地域が2県にまたがる日本海テレビジョン放送は鳥取県と島根県を、西日本放送は香川県と岡山県を担当している。一方で、広域放送を行う中京テレビ放送・讀賣テレビ放送は共に本社所在府県（愛知県・大阪府）のみを担当する。かつては一部地域において、1つの県で2つのテレビ局が共同で主催・制作していた時期があった。地方大会については原則として決勝戦を各局で生放送（一部局は録画放送）している他、主に番組編成の自由度が比較的高い独立協加盟局では準決勝も中継することが多い。
全国大会については、原則として担当都道府県代表校の試合を各局が優先的に放送し、準決勝・決勝は基本的に全局同時生放送となる。地上デジタル放送では、2009年度より全試合 をハイビジョン制作、準決勝・決勝は5.1chサラウンド放送と連動データ放送を実施。また2009年度からは決勝のみリアルタイム字幕放送も実施されたが、いずれもNNS系列以外では実施していない局もあるため、「一部系列局を除く」の注意書きがある。2021 - 2022年時点では、字幕放送は準々決勝までの日本テレビが自社で中継するカード（ネット受けする局も同様）や全国ネット放送となる準決勝にも、連動データ放送は準決勝にも拡大されている。
- 準々決勝までの試合で、日本テレビで放送するカードと地元代表校のカードが重複した場合、回線運用などの都合もあり、日本テレビから番組として受けるか、通常の地元代表校優先放送と同様に、番組素材の映像を直接受けて自社で番組として仕立てるかは局により異なり、系列局では前者の方法を、系列外局では後者の方法を取る傾向がある。
  - 一例として、2025年の準々決勝で、神奈川県代表出場試合をテレビ神奈川が日本テレビおよび一部系列局と並列放送を行った際には、日本テレビおよびネット受けした一部系列局では字幕放送を実施し、右上の注目内容のテロップと出演者名が日本テレビのデザインだったが、テレビ神奈川では字幕放送を実施せず、出演者名のテロップが独自デザインで、右上に注目テロップが入っていなかった。
- 地元校が敗退した場合は、近隣地域の代表校の試合を放送する局（主に広域局の日本テレビ・読売テレビ[注釈 45]・中京テレビ[注釈 46]・熊本県民テレビなど）、地元校が勝ち進んだ場合に放送予定だった会場での試合を放送する局（主に独立局のテレビ神奈川・KBS京都[注釈 47]・三重テレビなど）、日本テレビが放送する試合全編とその他の試合のダイジェストをネット受けする局（一部年度の広島テレビ[注釈 48]・高知放送[注釈 49] など）、放送自体行わない局（山形放送・テレビ和歌山[注釈 50]・日本海テレビ・西日本放送、一部年度の広島テレビなど）など局によって対応が異なる。
- 準々決勝は日本テレビ系列局であっても、2試合放送する局（日本テレビ・読売テレビ・テレビ新潟）、1試合放送する局（中京テレビ・一部年度の広島テレビ・山口放送[注釈 51]・福岡放送[注釈 52] など）、地元校敗退時は放送自体行わない局（札幌テレビ・ミヤギテレビ・山形放送・日本海テレビ・西日本放送・一部年度の広島テレビなど）と対応がまちまちである。放送しない局では放送枠を自社制作番組・系列内外の遅れネット番組・再放送番組で穴埋めしている。
- 1月2日や1月3日に日本テレビ系の箱根駅伝中継を放送する放送局では、当該時間帯には放送されない。
- 但し、いずれの試合も放送枠がほぼ固定されており、試合展開によっては試合終了（PK戦終了）までの放送とならない場合もある。
- 日本テレビが中継を開始してから第72回大会までは、1回戦～準々決勝は放送枠が90分の局が多かった[注釈 53] ため、ほとんどの局では前半20分前後から放送を開始していた。第73回大会で放送枠が15分拡大され、第74回大会（1995年度）よりさらに5分拡大され全局で現行と同じ110分（延長は5分ずつで最大10分。110分を120分枠の短縮と表現する場合もある）の放送枠になった。
- 2005年1月8日の準決勝第2試合において、PK戦5人目終了時点で成功同数であった状況で放送終了した。その後、番組終了から2時間で、約200件に及ぶ抗議電話が、放送された日本テレビへかかってきたという[注釈 54]。遅れネット局はこの試合のスコア表示およびPK戦を最後まで放送する対応がなされた。
- 2011年1月8日の準決勝第2試合においてでも、PK戦が長く縺れ、番組終了時の提供クレジットが終わるまで実況中継したが、決着の瞬間は生中継されなかった[注釈 55]。遅れネット局は2005年の時同様、PK戦の始めの部分をカットし決着まで放送（千葉テレビ放送・テレビ埼玉等）したり、テロップにて結果を表示（群馬テレビ等）したりした。
- 第91回大会（2012年度）は、2013年1月14日に予定されていた決勝が大雪のため19日に順延されたため、イレギュラーな対応が取られた。
  - 14日における中継番組の放送そのものは実施し、日本テレビ報道フロアからの大雪関連のニュース・天気予報を挟みながら、国立競技場の放送席から準決勝の振り返りや両校の情報、決勝の展望、今大会で敗退したチームのドキュメント映像を流すなどした。なお、報道フロアからの放送の間、独立局各局やJNN単独加盟の宮崎放送[注釈 56]、FNN単独加盟の沖縄テレビに配慮して、「NNN」の表記を出さない配慮がなされていた。遅れネット（当日夜に録画中継）の局は、それぞれ対応が分かれており、テレビ埼玉では2012年12月31日開催の地元代表の1回戦「正智深谷 vs 京都橘」の再放送に差し替えたが、その一方で千葉テレビ・とちぎテレビ・KBS京都・サンテレビジョン・奈良テレビでは日本テレビの放送を大雪のニュースや天気予報も含めそのまま放送した。特にニュースや天気予報では情報の混乱が生じるため、各局独自で「この番組は、きょう午後○時頃制作・放送されたものです。」（○には2,3,4のいずれかの時刻）などといった断りの字幕を入れて対応した[注釈 57]。
  - 19日に行われた決勝戦は、テレビ神奈川と宮崎放送（優勝した鵬翔の地元局）では生中継された一方、日本テレビと系列局の多く[注釈 58]および一部独立局では編成の都合上、13:45 - 15:25の時間差録画放送となり[注釈 59]、編成の都合で当日もしくは翌日に日本テレビより遅れネットとする系列局・独立局もある[注釈 60]。なお、読売テレビを除く日本テレビ系列局および前述のテレビ神奈川・宮崎放送（生中継）、KBS京都（遅れネット）以外の独立局は日本テレビと同じ100分編集版を放送することになった一方、読売テレビは85分編集版を日本テレビより当日夕方に遅れネットで放送することになった。また、どのケースも協賛社提供は冒頭と最後で表示されたものの、CM自体は前半開始前と延長前半終了後（当日生放送版は後半終了後）の2回が協賛社のCMで、それ以外は各局別のスポット扱いでの対応になった。
- 2022年1月8日・第100回記念大会の準決勝第1試合で、大津と対戦する予定だった関東第一の選手に新型コロナウィルス感染症 (COVID-19)の陽性反応が現れたことに起因して出場辞退（大津の不戦勝扱い）となった。そのため、第1試合の当該時間帯は、同大会の全ゴール集並びに前日に死去した小嶺忠敏（長崎総科大附サッカー部監督、国見監督時代に優勝6回）の追悼特集を、この試合で解説する予定だった城彰二と中村憲剛を進行役として放送し振り替えた[157][158]。
- 2025年1月13日・第103回大会の決勝で、PK戦6人目が終了した時点で最大延長時刻（16時45分）に達したことから、CMに切り替え、そのあとの「決勝ハイライト」では7人目終了の時点で一旦打ち切り、『news every.』の中で10人目から再び国立競技場から中継を繋ぎ、優勝校決定後のインタビューまで放送した[159][160][注釈 61]。番組内ではTVer並びにスポーツブルの動画配信サービスにて引き続き視聴が出来る旨の案内が表示されたが、アクセスが殺到したため、通信エラーの状態となったことから、後にTVerが謝罪する事態となった[159][161][162]。なお、時差放送の遅れネット局ではPK戦の3人目までをカットして試合決着まで編集して放送した。

全国大会の中継では各参加局からアナウンサーが派遣され、実況の他、ベンチリポート 2人＋応援席リポート2人の計4人のアナウンサーが担当する。1～3回戦まではリポート担当のアナウンサーは同日同会場で開催される別試合のリポートを担当することがある。アナウンサーは長年大会にかかわりのあるメイングループとそれ以外のご当地アナウンサーの二つに分かれており、メイングループは地元校が敗退しても決勝戦まで主に応援席リポートや実況アナウンサーのサポート等の仕事がある。2009年度より全参加局から派遣されるが2008年度までは派遣しない局もあった。
- 実況は初戦（1回戦と2回戦の一部）をご当地アナウンサーが、開会式と2戦目以降は決勝までメイングループのアナウンサーが担当する。初戦は東西対決のため奇数回大会を東日本のアナウンサーが担当し、偶数回大会は西日本のアナウンサーが担当する[163]が、局の事情でもう一方のアナウンサーが担当する場合がある[注釈 66]。どちらもいない場合はメイングループのアナウンサーが担当となる。ご当地アナウンサーは実況を担当しない試合では主にベンチレポーターに就くが、地元校以外のベンチ・応援レポーターを務める場合もまれにある。
- ハーフタイムでは初戦の高校がいる場合は両チームの学校紹介VTRを流し[注釈 67]、それ以外の場合は準々決勝まで両校応援席からリポートが入る。
- 原則として、全試合とも勝利チームヒーローインタビューは試合終了後に場内公開で行われ、1回戦～準決勝まではその試合の勝利チーム側ベンチサイドレポートを担当したアナウンサーが、決勝についてはベンチ・応援席レポーターとは別のアナウンサーが進行を担当する。但し録画中継となった試合でPK戦にもつれ込んだものについては、編集の都合でインタビューの箇所を放送で割愛する場合もある
- 準決勝の実況は、日本テレビ以外の系列局や独立局のアナウンサーが担当することがあり、2023年度大会では四国放送の榎本真也が担当した（もう1試合は日本テレビの山本紘之が担当）。過去には、ミヤギテレビの三雲茂晴、青森放送の大竹辰也（現：フリー、ローカル局で初めて全国大会開会式実況を担当）、読売テレビの小城敏や牧野誠三等が担当。近年では読売テレビの小澤昭博（2007・2008・2011年度大会）・本野大輔（2019・2020年度大会）[注釈 68]、テレビ大分の小笠原正典（2009年度大会）、三重テレビの平田雅輝（2010年度大会）、静岡第一テレビの伊藤久朗（2012年度大会）、サンテレビジョンの湯浅明彦（2014年度大会）、中京テレビの吉田太一（2015年度大会）、福岡放送の松井礼明（2013年度大会）、福岡竜馬（2017・2022年度大会）、札幌テレビの岡崎和久（2018年度大会）などが担当した。なお、準決勝の実況担当者は決勝戦の優勝校インタビュアーも務めることが多い。
- 決勝戦の実況は日本テレビのアナウンサーが担当し[注釈 69]、2023年度大会では安村直樹が担当した。かつては鈴木健や藤井貴彦が担当、近年は中野謙吾（2018・2019年度大会）や山本紘之（2020・2022年度大会）、田中毅（2021年度大会）、田辺研一郎が担当している。
- 女性アナウンサーもリポーターや実況を務めており、実況者としては今までに日本テレビの鈴江奈々、宮城テレビの岩瀬裕子（退職）、テレビ神奈川の三崎幸恵、佐藤亜樹、テレビ和歌山の山田みゆきの4人が務めている（三崎は佐藤に、山田は上枝俊也に引き継いでいる）。2011年度大会は長崎国際テレビの千北英倫子が実況。
- 日本テレビ系列外のアナウンサーが主要なリポーターを務めることがあり、85回大会（2006年）では平田雅輝（三重テレビ）が開会式の進行と優勝校のヒーローインタビューアー、100回記念大会（2022年）も中久木大力（同左）が優勝校ヒーローインタビュアーを担当した。
- 解説者については、全国高等学校体育連盟サッカー部、日本サッカー協会理事などを務めるサッカー指導者（セルジオ越後、藤田一郎、松本育夫ら）のほか、Jリーグ発足後は、武田修宏、城彰二ら日本テレビ系列のサッカー解説者を中心に風間八宏、中山雅史、松井大輔、大久保嘉人Jリーグ経験者が出演している。

試合中のテロップ表示及び得点表示は、1990年代初め頃までは地元校代表試合を中継する各局または対戦相手の地元局側で送り出していた が、1990年代中頃よりスコアテロップ込みの映像 で配信されるようになり、第97回大会（2018年度）より中継冒頭に出る対戦カード、競技場名、「民間放送43社共同制作」のクレジット、審判名、ハーフタイムのCM前の番組名テロップ込みの映像で配信されている。準々決勝までの解説・実況・リポーター名は各局で送出している。準決勝・決勝は全て日本テレビのテロップを使う。第85回以降の準決勝・決勝の大会協賛・番組提供スポンサーによる提供クレジットはカラーテロップ、全社じゅうたん付きで表示している一方、準々決勝までは座布団のない白テロップで表示している。
各試合とも原則として生中継されるが、編成上の都合から生中継が行われない場合もある。
- 日本テレビ系の日本テレビネットワーク協議会(NNS)加盟局では、1月2日の3回戦は新春スポーツスペシャル箱根駅伝（1月2日・3日）の放送を優先させるため、同日12:05開始の試合は録画中継となる[注釈 73]。
- 独立協加盟局でテレビ東京制作の新春ワイド時代劇と放送枠が重複した場合は、時代劇の放送を優先させて同時開始の試合を録画中継対応とした[注釈 74]。
- 関西の独立協加盟局で中央競馬開催日と重複した場合は中央競馬中継（KBS京都制作の『うまDOKI』）を優先して、同時刻に行われる試合を録画中継対応とする場合がある[164]。
- 日本テレビでの放送は1回戦から3回戦までは各日1試合分の放送枠のため、東京都・茨城県の各代表校の試合が2試合以上開催される場合、録画ダイジェストの放送になる場合がある[注釈 75][注釈 76]。

開会式（及び開幕戦ハイライト）は全局で20分または30分編集版（年によって異なる）が録画にて放送される 。開会式の選手入場行進が行われなかった第99回大会（2020年度）は10分編集版の開会式ハイライトが地元校初戦中継前後に放送された。開会式の生放送およびノーカット録画放送はBS・CS放送を含め行われていなかったが、第100回大会（2021年度）は動画配信サービス「TVer」（後述）にて初めてライブ配信が行われた。
全国大会の予選～準々決勝まで各地で開催される試合の放送は、NiTRo・クロステレビ・エキスプレス・テレテックといった制作プロダクションが、参加社各社と共同で制作を担当している。

#### 衛星放送
BS日テレが第97回大会（2018年度）より当該大会の中継を再開した。放送形態は次の通り。
- 第97回大会は、開幕戦・1回戦から準々決勝までの各1試合・準決勝第1試合・決勝を当日夜に、準決勝第2試合を翌日夜に録画放送した[165]。
- 第98回大会は、開幕戦・1回戦から準々決勝までの各1試合を当日夜に録画放送した[166]。
- 第99回大会は、1回戦の1試合を翌日夜に、2回戦と3回戦の各1試合を当日夜に録画放送した[167]。

かつては、第87回大会（2008年度）まで準々決勝から決勝を、第88回大会（2009年度）は準決勝・決勝を、第89回大会（2010年度）は決勝を録画で放送していた。
また、当該大会のハイライトである『（応援マネージャー名）の高校サッカー魂』も放送されている。
- 第97回大会は、準々決勝までのハイライトを試合開催日から1～2日後に放送した。
- 第98回大会は、準々決勝後の2020年1月6日～9日の23:00 - 23:30に準々決勝までのハイライトを放送した。
- 第99回大会は、2021年1月10日の14:00 - 15:00に準々決勝及び準決勝のハイライトを、同年1月11日の11:00 - 11:30に決勝のハイライトをそれぞれ放送した。

日テレG+では、11～12月に地方大会の決勝戦を、大会終了後に全国大会の全試合（47試合）を基本的にノーカット録画放送している （ノーカット版以外に「総集編」と題したダイジェスト版も放送されている）。
- 第94回大会（2015年度）は、準々決勝・準決勝についてはそれぞれ直近の全国大会期間中（準々決勝1月8日、準決勝1月10日）に先行放送された。
- 第98回大会（2019年度）以降、開幕戦、1・2回戦の一部試合、3回戦～決勝を大会期間中（主に試合当日または翌日夜）に先行放送している。
- 日本テレビが担当している東京A・東京B・茨城の各地区大会においては、第99回大会（2020年度）以降、準決勝の一部試合および決勝を生中継[注釈 79][注釈 80]にて放送している[168]。

#### 動画配信
番組公式サイト（2018年度まで日テレオンデマンド ゼロ（2011年度まで第2日本テレビ）、過去にはテレビドガッチでも配信された（2012年度まで））では、地方大会の決勝戦と全国大会の全試合をダイジェストで、また後述の学校紹介を配信している（2006年度から、但し2010年度を除く）。2017年度からは番組公式twitter上で組み合わせ抽選後に行われた主将のインタビューを配信、2018年度は番組公式サイトで全国大会の一部試合を準々決勝までライブ配信、試合開催当日の夜には全試合がオンデマンド配信される。2019年度のライブ配信は1回戦全16試合と準々決勝4試合の20試合が対象となる。2019年度はスポーツナビでも特集ページを開設し、その中で番組公式サイトと同様の動画配信を行う。
2020年度は日本テレビを始めとする在京民放テレビ局5社が共同運営している動画配信サービス「TVer」にて、一部地域を除く地区大会決勝と全国大会を10月から順次ライブ配信する。なお、前述の通り、該当大会は日本テレビ系列各局を始め、一部のTBS系列局とフジテレビ系列局、独立放送局も参加しているが、前述の通り、いずれの配信も「民間放送43社」の製作局名義かつ主幹局である日本テレビ系列の番組扱いとしている。全国大会のライブ配信は1回戦全16試合と2・3回戦の一部、準々決勝以降の全試合が対象となる。
2021年度からは前述のTVerに加えて、運動通信社とKDDIが共同運営しているスポーツサイト「スポーツブル」でもライブ配信並びに見逃し配信を実施する。
地区大会準決勝以前の試合も、中継を行う局のサイトや、YouTubeでライブ配信する場合がある。

#### 海外放送・配信
2023年度までは日本国外でのライブ放送・配信は行われていなかったが、2024年度はタイの「BGスポーツ」にて決勝戦がライブ配信されることが決定した。

#### ハーフタイムの企画
各チーム初戦（1回戦および2回戦の一部試合）のハーフタイムには各校の地元局が製作した学校紹介を放送する。同様のコーナーがあるNHKの高校野球中継とは違い、単にその学校の地元自治体や校風、練習風景を紹介するだけでなく、サッカー部員自らがパフォーマンスを見せたりするものもある。
2戦目以後はハーフタイムの応援席の表情（注目選手の保護者、あるいは郷土芸能などを応援に取り入れている生徒らへのインタビューなど、ご当地色の強い内容が多い）を紹介する他、準決勝・決勝の日にはゴール集などのミニ特集や決勝戦にはテーマソングを歌う歌手のミニライブ（収録は試合前。これをバックに名シーンを再生する）が行われたりする。

### 関連テレビ番組
- 関連番組として以下の番組が放送されている。（いずれも日本テレビ制作）
  - 「全国高校サッカー選手権 開幕直前SP」（一部地域のみ）

開幕前日深夜（当日未明）に放送する55分番組
  - 「全国高校サッカー選手権 準決勝直前SP」（一部地域を除く）

準決勝直前にベスト4進出チームの紹介や敗退チームのロッカールーム風景等を放送する55分番組[注釈 83]
  - 「全国高校サッカー選手権 あす決勝SP」（一部地域のみ）

決勝戦前日に放送する60分番組
  - 「全国高校サッカー選手権 （応援マネージャー名）の高校サッカー魂 （1回戦～決勝）ハイライト」（一部地域のみ）

試合開催日深夜（決勝戦のみ試合終了直後）に放送されるハイライト番組
- 過去には以下の番組が放送されていた。
  - 「決定ベスト8」「決定ベスト4」（～2009年、番組タイトルは年によって異なる）

準々決勝および準決勝直前に放送されていた30分番組[注釈 84]
  - 「高校サッカー春夏秋冬」（2010年）

地方予選出場校2〜3校に密着。全国大会に向けて揺れる想いや成長する過程を伝える。
  - 「背番号12の選手たち」（2011年）

寮母や家族、応援団や吹奏楽部などチームを支える人々を紹介する。
  - 「最後のロッカールーム」（～2011年）

全国大会のハイライトとともに敗れたチームの試合後のロッカールームを取材。監督やメンバーの最後の言葉を伝える。現在放送中の関連番組内でも1コーナーとして放送されている。「人生が変わる1分間の深イイ話」（日本テレビ系）でもその内容を紹介したことがある。この番組を収録したDVDも発売されている。

### ラジオ中継
テレビと違い、読売グループがキーとなるラジオを持っていないため、中継の扱いは局によってまちまちである。
- 静岡放送（テレビはJNN系列、ラジオはJRN・NRN両系列）では静岡県代表校の試合を生中継していた（2022年度まで、2019年度は1回戦・準決勝・決勝、2018年度は放送無し、2014年度は準決勝以降に進出した場合。以前は初戦から敗退するまで全試合を生中継していた）。
- ラジオ日本（日本テレビグループのラジオ局）では決勝戦を生中継していた。
  - ラジオ関西では2005年まで、ラジオ日本の放送をネットしていた。
  - 鹿児島実業高等学校が2005年、鹿児島城西高等学校が2009年に決勝戦に進出したため、南日本放送（テレビはJNN系列[注釈 85]、ラジオはJRN・NRN両系列）にもネットされた。
  - 2023年以降は中央競馬実況中継[注釈 86]を優先する[164]。
- ニッポン放送では2008年まで「サッカーライブステーション」で中継していた。
- 鹿島学園高等学校出場試合を、FMかしまが中継した（2006年）。

## マスコット
第63回大会（1984年度）から第72回大会（1993年度）まではビーグル犬を擬人化したマスコットキャラクター「シュウタロウ」が、第73回大会（1994年度）から第80回大会（2001年度）まではサッカーボールをモチーフとしたマスコットキャラクター「ケレくん」が存在していた。ケレくんは1994年に14461通の一般公募の中から選ばれ、ボールに手足と頭がついており、両手でピースサインをして「Get 2002!」のメッセージを上に表示していた。
なおケレくんは、後に登場する日本テレビサッカー中継マスコット「サッカーモンスター」とは似ているものの別物である。

## イメージソング（応援歌）
第73回大会（1994年度）からは、レコード会社の高校生年代へのプロモーション戦略の一環により、回ごとのイメージソングが設けられている。これらの曲はテレビ中継のエンディングで流れるほか、決勝戦の試合前にライブパフォーマンスを披露されることもある。基本的に各地区の予選中継のエンディングから使われるが、2014年の「瞳」（大原櫻子）は発表と製作が予選に間に合わず、全国大会から使用された。
| 回  | 年度 | 楽曲名／歌手名                            |
| --- | ---- | ----------------------------------------- |
| 073 | 1994 | 「Melodies & Memories」／TUBE             |
| 074 | 1995 | 「風になって」／TOKIO                     |
| 075 | 1996 | 「この地球が果てるまで」／佳苗            |
| 076 | 1997 | 「sparkle」／奥居香                       |
| 077 | 1998 | 「祈り」／CURIO                           |
| 078 | 1999 | 「Sign of Love」／S.E.S                   |
| 079 | 2000 | 「約束」／中武佳奈子                      |
| 080 | 2001 | 「Yourself」／dream                       |
| 081 | 2002 | 「理由なきNew Days」／SOPHIA              |
| 082 | 2003 | 「Golden Age 〜黄金世代〜」／ゴスペラーズ |
| 083 | 2004 | 「夢の場所へ」／w-inds.                   |
| 084 | 2005 | 「Starting Line」／コブクロ               |
| 085 | 2006 | 「Start to 0（Love）」／絢香              |
| 086 | 2007 | 「Remember」／RIP SLYME with MONGOL800    |
| 087 | 2008 | 「心の花を咲かせよう」／いきものがかり    |
| 088 | 2009 | 「明日へ」／FUNKY MONKEY BABYS            |
| 089 | 2010 | 「キミノトモダチ」／WEAVER                |
| 090 | 2011 | 「Message」／ナオト・インティライミ       |
| 091 | 2012 | 「ホイッスル〜君と過ごした日々〜」／miwa  |
| 092 | 2013 | 「僕らの物語」「僕らは物語」／GReeeeN     |
| 093 | 2014 | 「瞳」／大原櫻子                          |
| 094 | 2015 | 「はじまり」／BLUE ENCOUNT                |
| 095 | 2016 | 「それぞれの明日へ」／家入レオ            |
| 096 | 2017 | 「いつかこの涙が」／Little Glee Monster   |
| 097 | 2018 | 「僕のこと」／Mrs. GREEN APPLE            |
| 098 | 2019 | 「繋げ!」「We are on your side」／三阪咲  |
| 099 | 2020 | 「本音」／sumika                          |
| 100 | 2021 | 「懐かしい未来」／上白石萌音              |
| 101 | 2022 | 「現在を生きるのだ。」／Saucy Dog         |
| 102 | 2023 | 「Glorious」／BE:FIRST                    |
| 103 | 2024 | 「アウトライン」／imase                   |

第82回大会（2003年度）を前に、大会歌「ふり向くな君は美しい」も含め第82回大会までのイメージソングが収録されている「Golden Age 〜黄金世代〜 全国高校サッカー選手権大会イメージソングコンピレーション」がキューンレコード（第82回大会のゴスペラーズが所属するレーベル）から発売された（第74回大会の「風になって」は収録されていない）。

## イメージキャラクター（応援リーダー）
第81回大会（2002年度）より、高校サッカー経験を持つ日本の現役プロサッカー選手（平山相太は起用当時筑波大学蹴球部所属のアマチュア選手。内田篤人の2回目は現役引退後。中村俊輔は起用発表後に同年度限りでの現役引退を表明）がイメージキャラクターとして、大会ポスターのモデルに起用されている（出身校名の後の※は、在学中に本大会進出経験なし）。第86回（2007年度）からは「応援リーダー」と呼ばれている。
応援リーダーは基本的に1人であるが、第100回大会（2021年度）は東京オリンピックのU-24日本代表として出場した選手の中から、高校サッカー経験者である4人が応援リーダーに就任した。
- 第081回（2002年度）：小野伸二（清水市商※）
- 第082回（2003年度）：小野伸二
- 第083回（2004年度）：平山相太（国見）
- 第084回（2005年度）：大久保嘉人（国見）
- 第085回（2006年度）：中山雅史（藤枝東）
- 第086回（2007年度）：中澤佑二（三郷工技※）
- 第087回（2008年度）：小笠原満男（大船渡）
- 第088回（2009年度）：長谷部誠（藤枝東※）
- 第089回（2010年度）：田中マルクス闘莉王（渋谷幕張）
- 第090回（2011年度）：内田篤人（清水東※）
- 第091回（2012年度）：遠藤保仁（鹿児島実）
- 第092回（2013年度）：三浦知良（静岡学園中退※）
- 第093回（2014年度）：川島永嗣（浦和東）
- 第094回（2015年度）：柴崎岳（青森山田）
- 第095回（2016年度）：岡崎慎司（滝川第二）
- 第096回（2017年度）：大迫勇也（鹿児島城西）
- 第097回（2018年度）：乾貴士（野洲）
- 第098回（2019年度）：長友佑都（東福岡）
- 第099回（2020年度）：内田篤人
- 第100回（2021年度）：林大地（履正社）・前田大然（山梨学院大附※）・旗手怜央（静岡学園）・上田綺世（鹿島学園）
- 第101回（2022年度）：中村俊輔（桐光学園）
- 第102回（2023年度）：浅野拓磨（四日市中央工）
- 第103回（2024年度）：上田綺世
- 第104回（2025年度）：前田大然

## イメージガール（応援マネージャー）
第62回大会（1983年度）より、一般公募のオーディションによりイメージガール「ときめきの少女」が毎年2名選ばれ、関連番組への出演や出場チームへのインタビューなどを行ってきたが、第84回大会（2005年度）より高校在学中 の女性タレントが起用される「応援マネージャー」に変更された。
基本的に紺色ブレザーの学生服 を着用し、主にテレビの中継や関連番組「（応援マネージャー名）の高校サッカー魂」への出演、開会式においての入場行進の先導役を務める。なお、同じく高校生スポーツの全国大会である全国高等学校野球選手権大会開会式の先導役とは異なり、「選手の先導役」ではなく、あくまで「大会旗の先導役」であることから、大会旗が一斉前進前の所定位置に付いたら退場する（一斉前進の先導までは行わない）。また、お披露目会見の席や番組内でボールリフティングに挑戦することが定例となっている（下記は、歴代応援マネージャーの氏名とリフティングの回数）。
歴代の女性マネージャーは前述の通り派手な露出を抑えており、現役高校生や高校サッカーファンを対象に、リアルなマネージャーっぽい親しみやすさ、クリーンで健康的なイメージを認知させていることから、「清純派女優の登竜門」とも称されている。
第99回大会（2020年度）の本田望結はフィギュアスケートの選手としても活動しているため、タレントとの兼業とはいえ、他競技の現役スポーツ選手が起用された初めての例となった。
- 第084回（2005年度）：堀北真希（2回）
- 第085回（2006年度）：新垣結衣（4回）
- 第086回（2007年度）：北乃きい（6回）
- 第087回（2008年度）：逢沢りな（5回）
- 第088回（2009年度）：川島海荷（4回）
- 第089回（2010年度）：広瀬アリス（7回）
- 第090回（2011年度）：川口春奈（3回）
- 第091回（2012年度）：大野いと（2回）
- 第092回（2013年度）：松井愛莉（10回）
- 第093回（2014年度）：広瀬すず（5回）
- 第094回（2015年度）：永野芽郁（11回）
- 第095回（2016年度）：大友花恋（15回）
- 第096回（2017年度）：髙橋ひかる（14回）
- 第097回（2018年度）：清原果耶（6回）
- 第098回（2019年度）：森七菜（4回）
- 第099回（2020年度）：本田望結（6回）
- 第100回（2021年度）：茅島みずき（9回）
- 第101回（2022年度）：凛美（7回）
- 第102回（2023年度）：藤﨑ゆみあ（10回）
- 第103回（2024年度）：月島琉衣（19回）

## 全国大会の組み合わせ抽選の手順（現在）
基本的に予備抽選を経て本抽選となる。抽選会は2003年（第82回大会実施分）から、東京都港区の日本テレビ本社日テレホールで行われている。2002年には六本木のディスコ「ヴェルファーレ」で、またそれ以前は東京都立日比谷高等学校で行われた。2020年（第99回）から2023年（第102回）までは新型コロナウイルス感染症の影響を考慮してオンライン形式で実施された。

### 予備抽選
事前に受付時に予備抽選を行い、その番号が小さい順に本抽選を行なう。

### 本抽選
トーナメント表の番号（1番から48番）に各校が振り分けられる。原則として、初戦で同じ地区、ないしはそれに準じる近隣地区の学校同士が対戦しないように、1回戦と2回戦の一部は「東西対抗戦」形式となっている（福井、岐阜、愛知までが東ブロック。京都、滋賀、三重から西ブロックに分けられている）。抽選の際、東ブロックは奇数の番号札、西ブロックは偶数の番号札を引く。ただし、事前の制約があるチームから抽選する。

### 東京都A・B代表の抽選
東京都にはA,B2つの代表枠があるが、都予選のA,B各ブロックの代表がそのまま東京都A,東京都Bとして決まるのではない。東京都の代表校2校が予備抽選順に抽選を行ない、東京都A代表は開催地権、東京都B代表は開幕戦の権利が与えられる。

### シード権
シード権は、前年度の成績でベスト4以上だった都道府県代表校に割り当てられる。出場校が異なっていてもシード権は引き継がれる。前年度優勝の都道府県のチームは1番、準優勝の都道府県のチームは48番、3位の2校は24番と25番（この2つの番号は、前年度大会の準決勝で対戦した都道府県が、決勝まで対戦しないように分けられる）にまず入る。この4校は抽選する必要がない。この際に、西ブロックのチームが1番か25番に、又は東ブロックのチームが24番か48番に入った場合は、東ブロックの他のチームが偶数の番号札（2番か26番）、西ブロックの他のチームが奇数の番号札（23番か47番）を引くことになる。シード校は、全チーム2回戦が初戦になる。他には、シード校の初戦の対戦相手やそれ以外のチームでも8校（トーナメント番号11番から14番、35番から38番を引いたチーム）も2回戦からとなる。

### 開催地権の抽選
開催地である東京都A、神奈川県、埼玉県、千葉県から選出された4校のチームは、開催地区が重ならないように準決勝まで対戦しないように分けられる。まず、トーナメント表のAからDの4つのゾーンの中からどこに入るか、ゾーン抽選をする（Aゾーンが1番から12番、Bゾーンが13番から24番、Cゾーンが25番から36番、Dゾーンが37番から48番）。その後に、決まったゾーンの中のどこに入るかを決める本抽選をする。ただし、半分は西ブロックに割り当てる番号なので、各ゾーンの東ブロックの5～6枚の抽選札から選択する。4校の抽選が終了すると、東京都Bのチームの抽選をする。東京は2チームが出場するので、この2校が決勝まで対戦しないように既に決まっている東京都Aのチームと反対側の山から2回戦の番号を除いた1回戦の実質6〜8枚の抽選札から番号を引き、その試合が開幕戦となる。

### 東海地区の抽選
東海地区は静岡県、岐阜県、愛知県、三重県の4校だが、三重県は西ブロック、他3県は東ブロックのため、初戦で対戦しないように分けられる。まず三重県のチームが抽選する。このとき、すでにシード校の中に東の東海地区のチームがある場合は、そのチームと初戦で対戦することになる番号札を事前に抜き取ってから抽選する。また三重県のチームが抽選した時点で初戦の対戦相手が決まらなかった場合は、そのチームと初戦で対戦することになる番号札を一時的に抜き取ってから、残り3県のチームが抽選をする。抜き取った番号札がある場合、この抽選が終わった後に戻される。
これですべての制約のある抽選が終わる。後は残りの高校が1校ずつくじを引いていき、すべての組み合わせが決定する。これらすべての抽選は制約のあるチーム、ないチームすべて範囲内で予備抽選の番号の小さい順に行なわれる。組み合わせ決定後に開幕戦のカードを決める抽選をして（開幕戦の項を参照）、さらに選手宣誓の抽選も行なう。選手宣誓は、開幕戦を戦う2チーム以外の46チームの中から選ばれる。

### その他、備考
混同しやすい6番と9番の番号札に関しては、アラビア数字を用いず漢数字を使用（6は「六」、9は「九」）している。
2020年から2023年のオンライン抽選会では、平仮名に番号がランダムに割り当てられてその内の一文字を各チームのキャプテンが選択するという方法で抽選が行われた。
もし、抽選会までに代表校が決まらなかった場合は、抽選日には都道府県代表の番号だけ決めておき、代表校が決まるとその番号に入る。これまでに代表校が決まらない事例としては、災害により地区予選の開催が遅れること や、地区予選開催時期に、U-18など年齢制限のある日本代表に招集される選手がいる、またはその可能性がある場合、そのチームの主力選手の欠場による戦力的な不利をなくすため などがあった。なお、第69回大会で採られた措置（レギュレーションの項を参照）もあった。

### 主催者の不手際
第80回大会（2001年度）で起きた。予備抽選の後、主催者が14番目の長野県代表の松商学園高校を富山県代表（この大会の富山県代表はシード校だったため、予備抽選はあまり意味がなかったための不注意と思われる）と記してしまい、14番目以降がすべて抽選順が1つずつ間違ったまま、あと2校というところまで気付かれなかった。このため、14番目以降の抽選がすべてやり直された。このため、対戦相手も大きく変わってしまった。なかでもシード校は、前回準優勝の滋賀県代表の草津東高校は群馬県代表の前橋育英高校、前回3位の青森県代表の青森山田高校は鹿児島実業高校との強豪との初戦に変わってしまい、共に初戦で敗退している。ちなみに間違えられた松商学園高校の初戦は、前回優勝校の長崎県代表の国見高校だった。

## その他特記事項
- 草創期に7連覇した御影師範をはじめ、戦前まで参加していた師範学校は、現在の学制では大学に相当する[70]。また、実際に関西大学や関西学院高等部、神戸高商などの現在の大学そのものも参加していた。
- 学校の改組（合併など）が行われ新設校扱いになると、前身校時代からの出場回数がリセットされる（第88回大会出場校では東京A代表東久留米総合、兵庫代表神戸科学技術[注釈 99]、大分代表中津工・中津東）。3度の優勝経験を誇り強豪として知られた清水商も出場経験のない庵原との統合により清水桜が丘として出場した2017年の第96回大会では例外なく初出場と扱いされた。一方で北海道大谷室蘭は2012年に室蘭大谷から校名を変更後、2013年に登別大谷（第72回大会出場）を統合したが、旧室蘭大谷が存続校とされたため、2014年度の第93回大会では旧室蘭大谷の出場回数のみを引き継ぎ4年ぶり30回目の出場として扱われた。第93回東京B代表の三鷹（同大会で2回目の出場）は、1・2年生（相当）が後身である三鷹中等教育学校の生徒であったが、新旧両校の合同チームという形態は取らなかった[注釈 100]。女子校など参加資格のない学校やサッカー部の存在しない学校と統合した場合の扱いは不明。なお、高校野球は基本的に前身校時代からの出場回数を引き継ぎ、高校ラグビーは学校によって対応が異なる[注釈 101]。高校駅伝ではともに出場経験のある美馬商と貞光工の統合により新設されたつるぎが2014年に出場した際に当初初出場扱いされたものの、後に統合前2校の合算に訂正された例がある。また学校法人の方針により陸上部全体が智辯学園から移管された智辯カレッジは智辯学園の出場回数を引き継がず、移管後初の大会では実質上は智辯学園から通算して23年連続出場となるにもかかわらず初出場として扱われている。
- 開会式では西武台千葉中学校・高等学校吹奏楽部が、入場行進前のパフォーマンス[注釈 102] や入場行進[注釈 103]・式典[注釈 104] の演奏を担当していたが（担当開始時期不詳）、第98回大会を最後に中断。第102回大会から同じ千葉県の習志野高等学校吹奏楽部により生演奏が復活[注釈 105]。
- 開会式の入場行進は、通常、マラソンゲートからトラックに入りメインスタンド前を通って（その際、選手達は、メインスタンドの観客に向かって手を振ったり地元の名産品を掲げるなど、挨拶を兼ねたパフォーマンスを行うことが多い）バックスタンド前で一旦整列した後、一斉にメインスタンド前まで行進して式典に移行するが、雨天の場合はメインスタンド前を通って1コーナーゲートへ退場する（その後キャプテンがメインスタンドに集まり式典が行われる）。選手宣誓後はファンファーレの後、第100回大会まで筒状の中にテープが入った機械式クラッカー（キャノン砲）が発射された（雨天でも実施）。
- 2011年（2010年度）より全日本バレーボール高等学校選手権大会（通称「春の高校バレー」）が高校サッカーとほぼ重複する日程で開催する事になり、競合を避ける観点からコカ・コーラボトラーズは前身大会・全国高等学校バレーボール選抜優勝大会時代から続けた協賛杯の「コカ・コーラ杯」の贈呈を中止（協賛杯は通販・ジャパネットたかた提供に変更）したが、引き続きコカ・コーラ、アクエリアスを公式飲料として提供するなど大会協賛は第65回（2013年）まで継続していた（現在、公式飲料は大塚製薬のポカリスエットに変更）。

### 注記
1. ↑  第三高等学校、同志社、京都三高（『日本サッカーのあゆみ』46頁）。
2. ↑  ラ式は結局2試合しかなかった（『日本サッカーのあゆみ』46頁）
3. ↑  『兵庫サッカーの歩み-兵庫県サッカー協会70年史』160頁では「当時は高専チームも含んでいた」と記述（『兵庫サッカーの歩み-兵庫県サッカー協会70年史』、兵庫県サッカー協会70年史編集委員会、兵庫県サッカー協会、1997年、160頁。）
4. ↑  『関西サッカーのあゆみ』30頁に「関西学院高等部は旧制高等学校」と記述。
5. ↑  第8回大会に中学の部と分かれた旧制専門学校の部に出場。他の出場チームは早稲田高等学院、松山高等学校、関西大学、関西学院。『兵庫サッカーの歩み-兵庫県サッカー協会70年史』43頁では関西大学、早稲田大学、慶應義塾大学などと試合を行ったという記述がされている。カテゴリーでは旧制高校か大学か? 対戦相手が少ない時代でどちらのチームとも対戦したのかも知れない（『高校サッカー60年史』、30、45頁、『兵庫サッカーの歩み-兵庫県サッカー協会70年史』、43頁）。
6. ↑  『兵庫サッカーの歩み-兵庫県サッカー協会70年史』185頁に、第1回大会に参加した8チームに関して「当時はこれらの学校しかサッカーが普及していなかったことを示している」と記述。
7. 1 2  この「全国中等学校蹴球大会」は、第1回（1918年）、第2回大会（1919年）は、新愛知新聞社の主催で「東海蹴球大会」の名前で行われ、第3回大会（1920年）は、名古屋蹴球団主催となり「関西中等学校ア式蹴球大会」という名前で行われた。第4回大会（1921年）からは「全国中等学校蹴球大会」と名称が変更される。第7回大会（1924年）では「全国ア式蹴球大会」となり、これ以降の開催は不明（『愛知県体育スポーツ史資料年表 <サッカー>』、8-60頁）。
8. ↑  毎日新聞関係者と明星商業OBが中心であったという（『関西サッカーのあゆみ』、32頁）。
9. ↑  この時は、日本テレビ系列局でも当時フジテレビ系列とのクロスネット局だった札幌テレビ（FNSのみ加盟）や広島テレビ（FNNにも加盟）の様に編成上の都合で放送しなかった局がった。
10. ↑  当時（第50回大会（1971年度）当時）、NNSは未発足（1972年6月14日発足）であったが、当時NNN（1966年4月1日発足）加盟局は長野県、石川県、静岡県、島根県（後にNKTの放送対象地域となる。）、岡山県（後にRNCの放送対象地域となる。）、佐賀県、宮崎県（後にUMKがNNNに加盟（それ以降も含めNNS、本大会は不参加。）。）沖縄県には無かった。（1972年6月14日発足のNNSを含めると（NNS発足直後（1972年6月14日）は）さらに熊本県、長崎県も含まれる。）
11. ↑  当時（第50回大会（1971年度）当時）NNN加盟局が無かった地域のJNN加盟局の本大会参加局は、SBC、MRO、SBS、BSS、RSK、MRT（1972年6月14日発足当時のNNS空白地域を含めると、RKK、NBCも含まれる）が該当する（MBC、IBC、OBSも参加したが、こちらは当時NNN/NNSに加盟していたKTSが（NNS加盟期間中も含め）一度も参加せず、またTVIも独占中継化当初から1982年度迄まで、TOSも1999年度まで参加していなかった。なお、FTVも独占化当初参加していた）。
12. ↑  後に系列局開局による移行のための同一地域2局並列放送等もあり最大48社（1994年度）まで増加した。第80回大会（2001年度）より現行の43社となる。
13. ↑  第50回大会直後の1972年6月14日にNNSが発足した。しかしNNS発足時からのNNS加盟局のうち、鹿児島テレビは、NNS加盟期間中も一度も本大会に参加しなかった（現在はNNS脱退）。現在はすべてのNNS加盟局が参加している。
14. ↑  それ以前は、第60回記念大会（1981年度）を除き、都道府県大会のあと、さらに東北や九州などの地域大会で代表校を決めていた
15. ↑  しまざき由理（当時：嶋崎由理）とピーカブー（藤島新、黒沢裕一）によるボーカルユニット。
16. ↑  長野県松本深志高等学校サッカー部出身。
17. ↑  第99回大会以降、表彰式や「FIFA Anthem」に替わる選手入場曲として使用。
18. ↑  同じく全都道府県から代表校が出場するインターハイは北海道代表として2校が出場するが、本大会は1校のみとなっている。ちなみに夏の高校野球、春の高校バレーでも北海道の代表は計2校となっている。
19. ↑  1981年度（昭和56年度）の第60回大会で「記念大会」として48代表制が導入されたが、翌年はブロック代表の32代表制に戻されている。
20. ↑  ただし、1月第2月曜日の成人の日が1月8日であった第85回大会（2006年度）については、準々決勝と準決勝を1月5・6日の連続開催とし、7日を休養に充てた。また第86回大会（2007年度）は、1月6日が日曜日である点を考慮して準決勝を開催。
21. ↑  テレビ朝日系列（サブ）とのクロスネット局でもあるが、テレビ朝日系列の一般番組供給部門には非加盟で、日本テレビの公式ウェブサイト上でも単独ネット扱い。
22. ↑  1975年度までは日本テレビと共に主幹局であった。
23. ↑  全日本バレーボール高等学校選手権大会決勝戦が当大会決勝と放送日時（バレーボールは録画中継）が重なる場合、当大会の生中継を優先する。
24. ↑  全国高等学校ラグビーフットボール大会決勝戦が当大会決勝や準決勝と開催日時が重なる場合でも、当大会の生中継を優先する（特に2015年度以降。なお当大会準決勝と重なる年の場合は、第1試合を12:00 - 14:00に生中継→PK戦突入に備えた時間調整番組を挟んで高校ラグビー決勝を30分遅れで中継→第2試合を深夜に録画中継、という流れになる）。
25. ↑  1999年度までは日本テレビが担当。
26. ↑  日本テレビ中継開始当初～1972年度までは名古屋テレビが、1973～1980年度までは中京テレビが担当。
27. ↑  全国大会は1990年度まで放送
28. ↑  全国大会は1983年度まで放送
29. ↑  全国大会は1989年度まで放送
30. ↑  相互乗り入れ後もNKTと共同で参加
31. ↑  相互乗り入れ後も岡山県代表の試合は引き続きRSKで放送されていた（開会式は西日本放送のみ放送）。
32. ↑  1991年度から1996年度はNIBと共同で参加
33. ↑  全国大会は1982年度まで放送
34. ↑  1994年度から1999年度はKYTと共同で参加
35. ↑  返還時に贈られるレプリカは、額縁に収められた小さな旗。
36. ↑  返還時に贈られるレプリカは、クリスタルトロフィー。
37. ↑  返還時にレプリカは贈られない。
38. ↑  1988年度の明治製菓時代にPT扱いあり。
39. ↑  1970年代にも一時期協賛参加していた時期がある。
40. ↑  このため、「民間放送43社」が大会中継の製作委員会としての名義も兼ねている。
41. ↑  第85回（2006年度）の幹事社は、日本テレビ・読売テレビ・秋田放送・山梨放送・テレビ新潟・中京テレビ・KBS京都・西日本放送・長崎国際テレビである[153]。
42. ↑  静岡県では静岡第一テレビと静岡放送が（静岡県においては参加局の切り替えが行われた1983年度第62回大会に限り、両局で決勝戦・清水東対帝京が同時放送された[154]）、長野県ではテレビ信州と信越放送（県予選を兼ねていたSBC杯を信越放送が主催していた名残、後にSBC杯はインターハイの県予選に移行[155]）が、長崎県では長崎国際テレビと長崎放送が、熊本県ではくまもと県民テレビと熊本放送が、鹿児島県では鹿児島読売テレビと南日本放送が共同で行っていた。これは特に後発局（平成新局参照）の制作能力基盤の問題や、県予選に先発のVHF局（上記のとおり静岡、長野、鹿児島などはそれにあたる）が主催に関与していたことも関係している。
43. ↑  一部の独立局および宮崎放送、沖縄テレビ等編成の都合上当日夜に録画放送になる場合もある。
44. ↑  2008年度は開会式と3回戦から決勝まで、2007年度は準々決勝から決勝まで、2006年度までは準決勝・決勝のみ
45. ↑  大阪府代表の初戦が2回戦の場合も1回戦は近畿地方の他府県代表校の試合を放送する。
46. ↑  東海地方の他県代表校の試合が行われる場合でも日本テレビ放送試合を同時ネットする場合もある。
47. ↑  京都府代表の初戦が2回戦の場合1回戦は近畿地方の他府県(滋賀県代表の試合が行われる場合優先的に放送)代表校の試合を放送する。
48. ↑  ダイジェストが別番組（5分間のミニ番組）扱いの場合、別のミニ番組（自社が製作委員会に参加している『おしゃべり唐あげあげ太くん』や番宣など）に差し替えることがある。
49. ↑  高知県代表が敗退した場合、3回戦までは日本テレビ同時ネットで継続するが、準々決勝は一切中継しない。
50. ↑  ただし準々決勝は2012年～2020年まで日本テレビ同時ネットで2試合放送していた。
51. ↑  山口県代表が敗退した場合3回戦までは放送しないが準々決勝は日本テレビ同時ネットで1試合(2017年以前は2試合)放送している。
52. ↑  2018年・2021年は放送なし。
53. ↑  テレビ埼玉や静岡第一テレビ等試合開始から放送していた局もある。
54. ↑  翌年度から準決勝の延長時間が5分拡大されている
55. ↑  日本テレビ他一部地域では直後のハイライト番組で決着の瞬間が録画で放送された
56. ↑  正式なNNN加盟局であるテレビ宮崎はNNSに加盟せず、本大会も参加していない。
57. ↑  これに加え、大雪の最中であった千葉テレビ・とちぎテレビではL字型画面で、放送時点での実際の積雪・ライフライン・交通情報などを流し対応した（地元代表の試合に差し替えたテレビ埼玉も同様の対応をした）。テレビ埼玉・KBS京都は順延の旨を、EPGに表示した。
58. ↑  当日の12:00 - 13:30に、日本テレビと系列局の多くで放送されていた『メレンゲの気持ち』を通常放送したためである。この日のゲストの1人が、当日放送開始の新ドラマ『泣くな、はらちゃん』に出演する丸山隆平（関ジャニ∞）であり、ドラマの紹介などを含んでいたため翌週以降にずらせない事情があった。
59. ↑  日本テレビ及び同時ネット局は一部地域を除き、13:35 - 13:45に『決勝戦のみどころ』も別途放送。
60. ↑  これらの局でも『決勝戦のみどころ』も別途放送する局が一部にあった。
61. ↑  任意ネット枠での放送のため、読売テレビやミヤギテレビなど一部系列局では通常通りローカル情報番組を放送した関係で当該部分は放送されなかった。
62. ↑  主に各チームの地元局のアナウンサーが担当
63. ↑  第99回（2020年度）は1回戦～3回戦は監督の指示や選手交代など両チームのベンチの状況を伝えるピッチリポート1人＋試合前の各チームの状況や応援席の様子を伝えるチームリポート2人の計3人体制であった。
64. ↑  千葉テレビ放送・とちぎテレビ・奈良テレビ・テレビ埼玉が該当する。その後も局の事情により、局アナではなく当該局に出演頻度の高いフリーアナウンサーを派遣するケースもある。ちなみに3回戦までは参加全アナウンサーで行うが、準々決勝以降はメイングループと勝ち上がり校担当アナウンサーが中継に関わる。
65. ↑  千葉テレビ放送はアナウンサーが不在だった2005年度から2008年度までは派遣しなかった（2004年度までは、当時局アナの石井力が全国・県大会の実況・リポートを担当していたが、フリーになってからは県大会のみ担当。年度によっては千葉大会の実況を千葉テレビ制作ながら日本テレビのアナウンサーが実況した）。2009年度以降は原則としてリポートのみで派遣されているが、2013年度・2020年度は局アナが全員報道番組専任の（バラエティやスポーツなどの番組には一切レギュラー出演しない）ため、過去に千葉テレビに在籍歴のあるフリーアナウンサー（2013年は笠井さやか、2020年は大角茉里）がリポートを担当した。2021年度以降は『ちば朝ライブ モーニングこんぱす』のMCを務めるフリーアナウンサーが千葉テレビからの派遣扱いで実況担当として参加している（2021年・2022年は田中大貴、2023年度以降は桑原秀和）
66. ↑  主に関東や関西の独立局で実況経験のないアナウンサーが派遣された場合がこれに該当する。例外として、2023年度（第102回大会）の1回戦で大手前高松と北海が対戦した試合では、札幌テレビの岡田和樹が担当している（本来は偶数回大会で西日本放送が実況を担当）。
67. ↑  1980年代は準決勝のハーフタイム中にもチーム紹介VTRを流していた時期がある。
68. ↑  2021年1月1日付で営業職へ異動したため、2020年度大会の準決勝実況がアナウンサーとして最後の仕事となった。
69. ↑  日本テレビ系列が中継を開始した1970 - 1971年は関西圏での開催だったため、日本テレビからのアナウンサー派遣もあった一方、読売テレビの佐藤忠功が、関東での開催初期のごく数年にわたり、決勝戦を担当した。また1987年からは「新春スポーツスペシャル箱根駅伝」の全区間生中継が始まったため、日テレなどのNNS/NNN加盟局の中には高校サッカーと交互、ないしは掛け持ちをするアナウンサーもいる（ただし駅伝の実況を行うのは日テレアナのみで、地方局からの派遣者は裏方に回るのが原則である）
70. ↑  日本テレビが中継するカードを同時ネットした局では日本テレビが送り出していた。
71. ↑  2022年現在は民間放送43社全国ネットとなる準決勝以降（2006年にグッドデザイン賞を受賞したサッカー中継用デザインをマイナーチェンジしながら継続使用）と同一仕様のテロップだが、準決勝以降と異なり選手名テロップに顔写真がない点が異なる。また、2017年までは準決勝・決勝よりも動画を簡略化していた。読売テレビ・広島テレビ・福岡放送等プロ野球中継を制作している系列局では、地方大会決勝でも日本テレビと同一ベースのもの（動画や文字配置が異なる場合あり）を使用している。
72. ↑  インターネットによるライブ配信およびオンデマンド配信では表示されない。日本テレビで放送されるカードをそのままネット受けする場合は日本テレビが送出する。また日本テレビ同様字幕放送も実施される。日本テレビなど画面右上に試合のみどころ等のテロップを常時表示する局もある。
73. ↑  1月3日にも試合が行われた第99回大会までは、12:05開始・14:10開始のいずれを問わず録画中継となっていた。
74. ↑  10～12時間時代。局によっては中断を挿んで放送し、その後の時代劇をテレビ東京側から2時間ほど繰り下げて放送していた。7時間までになってからは、試合の生中継と時代劇の同時放送がともに可能になった。
75. ↑  該当試合が2試合以上行われる場合、14:10開始試合の生中継を優先し、通常学校紹介VTR等を放送しているハーフタイム中に12:05開始試合のハイライトのみを放送する場合がある。
76. ↑  2020年度は8会場にて同時開幕となったため、例年12月30日に放送されていた開幕戦の代替として12月31日に12:00から東京B代表、続いて14:05から茨城代表の2試合をそれぞれ生中継した。
77. ↑  第79回大会（2000年度）から第97回大会（2018年度）までは各局放送分数が20分編集版（主に開幕翌日未明に日本テレビおよび同時ネットで放送する局・提供クレジットは日本テレビ出し）と30分編集版（主に翌日朝または地元校の初戦の前に放送する局・提供クレジットは事前に日本テレビが作成した全局共通素材）に分かれており、20分編集版は一部出場校の入場行進が割愛されていた。
78. ↑  この他、大会全体の制作・技術協力も担当するほか、他の協力会社とは異なり、2～3会場を担当する
79. ↑  一部試合は日テレNEWS24にて放送。
80. ↑  地上波では当日午後または翌日未明に録画で放送。
81. ↑  但しハーフタイム間は配信を中断する。
82. ↑  1試合を前半と後半に分けて配信する。
83. ↑  全ネット局で協賛社のCM付きで放送される。日本テレビおよび同時ネット局では5.1chサラウンド放送および字幕放送を実施。準決勝当日午前に放送する日本テレビや同時ネット局では番組中に試合会場からの生中継部分があるが、事前に放送する一部の裏送り局ではその部分は本大会中のゴールシーンや過去の大会の名シーン等を放送。
84. ↑  2002年以前は「ベスト8へのあゆみ」「ベスト4へのあゆみ」という番組名で放送されていた。
85. ↑  ただし、鹿児島読売テレビ開局前はテレビ全国中継のネット受けと鹿児島県代表の試合中継を担当していた。
86. ↑  2004年以後は高校サッカーの決勝戦と同じ成人の日にも競馬開催を行うようになった（2008、2017年を除く）。
87. ↑  第88回大会のデータ放送「今大会の応援リーダー」欄では過去の起用選手に平山の名があり、肩書は「FC東京（当時・ヘラクレス/オランダ）」となっていたが、平山がヘラクレスと契約したのは2005年8月なので、誤り。
88. ↑  3年生の起用は新垣結衣、森七菜のみ。
89. ↑  新垣結衣と茅島みずきは白い上着のセーラー服。北乃きいと大友花恋は灰色ブレザーの学生服。本田望結は上下灰色のセーラー服。
90. ↑  選手とは異なりコート（主にダッフルコート）を着用して行進することが多いが、気候によっては着用しない場合もある（例：永野芽郁、髙橋ひかる、藤﨑ゆみあ）。また雨天の場合はビニール傘を差して行進（例：大野いと）。
91. ↑  場内アナウンスより。
92. ↑  駒沢陸上競技場を例に取ると、メインスタンド左手のAゲート前から行進を始め、コーナーの部分はゴール裏に沿って歩き、永野はバックスタンド右手のDゲートから退場（国立競技場でもその方式）。大友・森は引き続きトラックのコーナーを歩いてAゲートから退場。
93. ↑  ただし、第79回大会は出場校が49校だった関係で、トーナメント番号38番以降が入れ替わっていた
94. ↑  第84回大会までは、ゾーン抽選は8つのゾーンに分かれていた
95. ↑  第86～98回大会は1回戦に決まった場合開幕戦となっていた。
96. ↑  アラビア数字に下線(「6」、「9」)が引かれていた時期もあった。
97. ↑  最近では第83回大会の新潟県予選が、新潟県中越地震の影響で、抽選会の時点で準々決勝以降が残っていた
98. ↑  第86回大会の予選では、この理由で6県が抽選会までに予選が終了しなかった
99. ↑  バスケットボールでは全国高校総体、選抜大会ともに旧御影工の成績を引き継いでいる。
100. ↑  中等教育学校単独での出場は、第98回大会愛媛代表の今治東（高等学校時代の出場なし）が初となる。なお同大会出場にあたっては活字媒体で「今治東」とだけ表記される例が多く、もし三鷹中等教育学校が再度の本大会出場を決めた場合も「三鷹」表記のままで出場回数もリセットされないと思われる。
101. ↑  東海大静岡翔洋（ともに出場経験のある東海大一と東海大工が統合）などは統合前の出場を引き継がず、大津緑洋（ともに出場経験のある大津と山口水産、ラグビー部の存在しない日置農が統合）、京都工学院（出場経験のある伏見工とラグビー部の存在しない洛陽工が統合）などは引き続いでいる。若狭東は特例により敦賀工との合同チームとして出場した2023年の第103回大会では初出場扱いとなり、単独チームとして再び出場した翌年の第104回大会でも前年の出場を含まず2年ぶりの出場として扱われた。
102. ↑  メインスタンド前で披露した後、4コーナー付近へ移動。
103. ↑  1曲目は『ふり向くな君は美しい』で、その後は『コパカバーナ』などを演奏。出場全校がバックスタンド前に整列するとドラムロールに切り替え、プラカード嬢がプラカードを掲げると再度『ふり向くな君は美しい』を演奏して一斉前進に入る（入場行進が再開された第100・101回大会は、行進楽曲が吹奏楽アレンジの『ふり向くな君は美しい』音源だけに。一斉行進時の流れは変わらず）。
104. ↑  優勝旗などの返還時は『威風堂々』を演奏（表彰式では同曲の音源を流した）。かつては『見よ、勇者は帰る』が演奏されていた。
105. ↑  優勝旗などの返還時は『「木星」の第4主題』を演奏。第103回大会の入場行進では『ふり向くな君は美しい』と『日本テレビスポーツテーマ』を交互に演奏した。